# Jagd

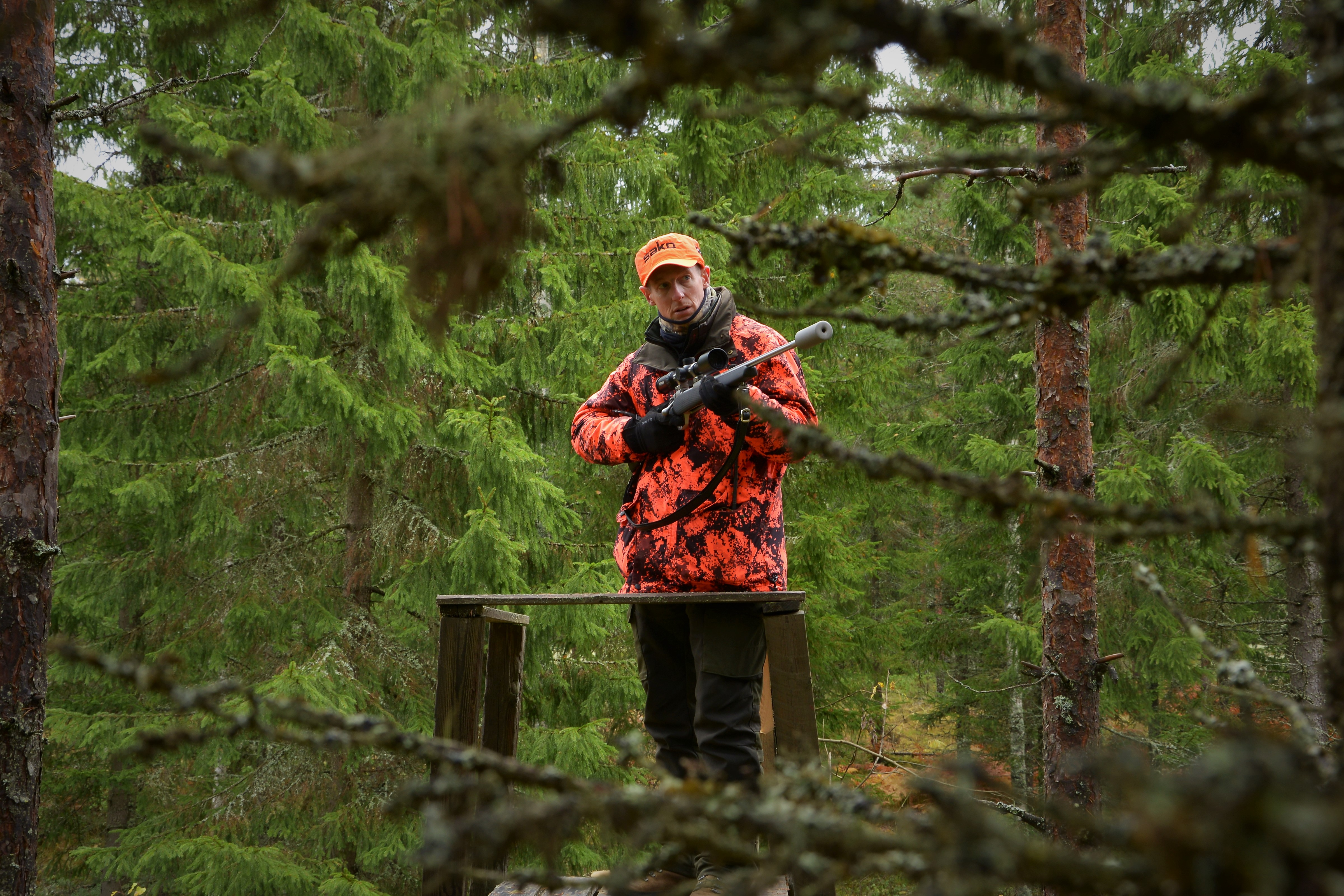
Jäger mit Gewehr im Voranschlag während einer Drückjagd

Jagd ist das Aufspüren, Verfolgen, Fangen und Erlegen von Wild durch Jäger. In der deutschen Jägersprache traditionell auch Weidwerk oder seltener Waidwerk genannt, ist die Jagd das Handwerk des Jägers. Unerlaubte Jagd bezeichnet man als Wilderei. Die Jagd zählt, zusammen mit der ebenfalls auf Gewinnung von Naturprodukten gerichteten Landwirtschaft, Forstwirtschaft und Fischerei, zur Urproduktion.

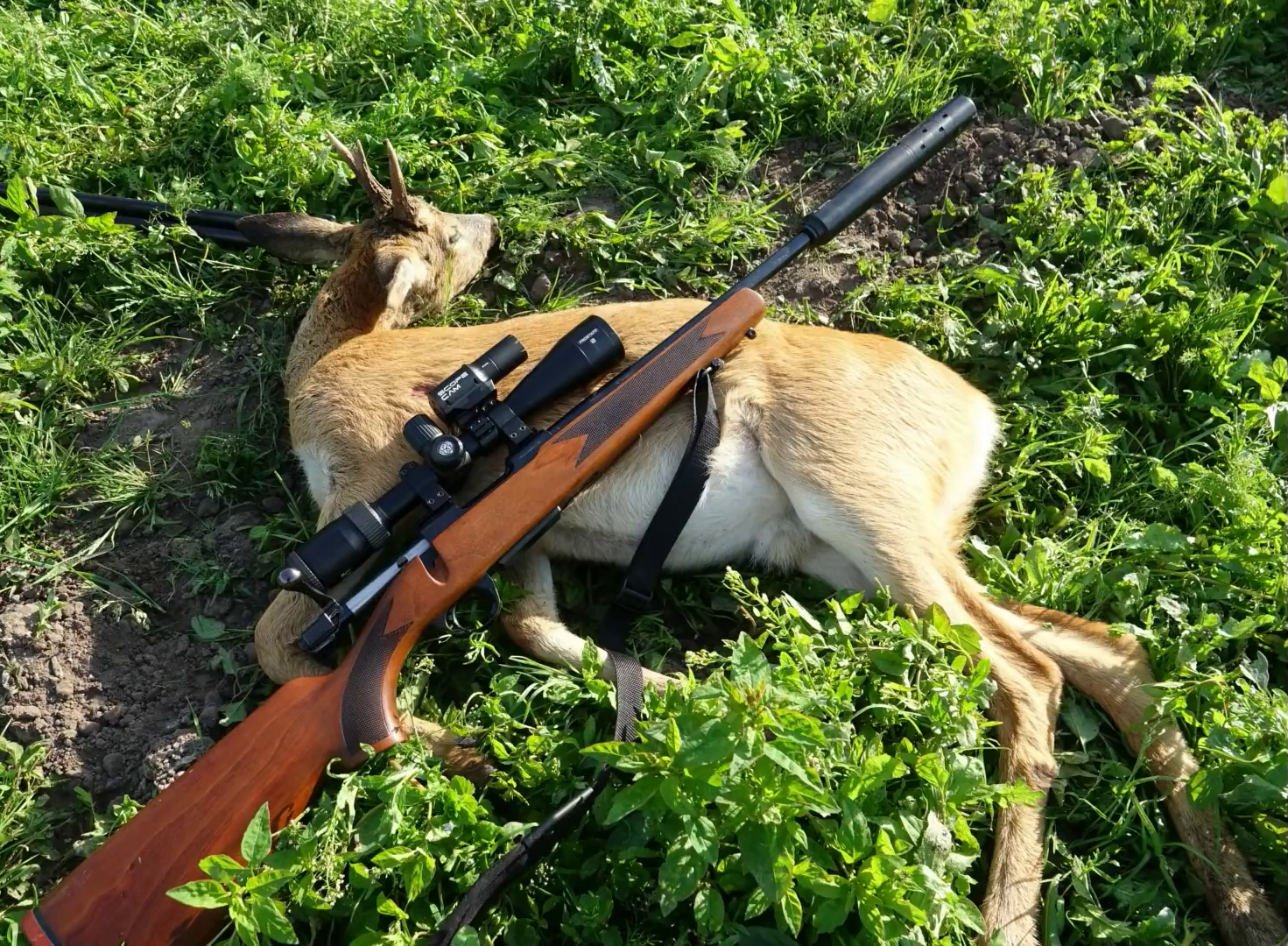
Mit Blattschuss erlegter Rehbock zusammen mit dem dabei verwendeten Repetiergewehr

## Begriff

### Etymologie
Das Wort Jagd (mittelhochdeutsch jaget, althochdeutsch jagōd) ist als Verbalabstraktum abgeleitet vom Verb jagen (mhd. jagen, ahd jagōn) „ein Wild  verfolgen, hetzen, zu fangen oder zu erlegen suchen“, dessen Herleitung dunkel ist. Entsprechungen finden sich ursprünglich nur in den anderen kontinentalwestgermanischen Sprachen, also im Niederländischen (nnl. jagen / jacht) und im Friesischen (nfr. jeie / jacht). Altnordisch jaga ist hingegen eine recht junge Entlehnung aus dem Mittelniederdeutschen, die im Dänischen (jage / jagt), Schwedischen (jaga / jakt) und Norwegischen – jedoch nicht im Isländischen – das einheimische altnordische Wort veiða völlig verdrängt hat. Dieses ist seinerseits mit deutsch Weide urverwandt, das zumindest in Komposita wie Weidmann („Jäger“) oder Weidwerk („Jagdwesen“) die alte Bedeutung „Jagd“ erhalten hat und letztlich auf die indogermanische Wurzel *uid- mit der allgemeinen Bedeutung „sich Nahrung verschaffen“ zurückgeht.

### Terminologie
Die hier behandelte Bedeutung des Wortes Jagd – das Aufspüren, Verfolgen, Fangen und Erlegen von Wild durch Jäger – lässt sich von mehreren verwandten, aber abweichenden Bedeutungen abgrenzen. So wird das Wort Jagd auch als Bezeichnung für eine einzelne Jagdveranstaltung („die Jagd findet kommenden Freitag statt“), die Gesamtheit der Beteiligten an einer bestimmten Jagdveranstaltung („die Jagd bricht auf“) und als Kurzform für den Begriff Jagdrevier („die Jagd grenzt an den Staatsforst“) verwendet. Die Bezeichnung Jagd wird zudem in einem übertragenen Sinn und losgelöst vom Kontext der Tötung von Wildtieren als Synonym zu den Begriffen Verfolgung und Hetze benutzt („die Jagd auf die Räuber“). Bezogen auf die Jagd in Deutschland wird Jagd in einem weiteren Sinne teilweise auch mit der Hege und Pflege des Wildes assoziiert.

## Ziele und Motive
Die Jagd wurde historisch und wird gegenwärtig aus verschiedenen und jeweils unterschiedlich gewichteten Gründen betrieben:
- Gewinnung von Wildbret als Lebensmittel[16][17]
- Verwertung anderer Teile des Tieres,[16][17] wie Felle, Hörner, Geweihe, Sehnen und ähnliches zur Fertigung von Werkzeug, Kleidung, Gebrauchsgegenständen, Andenken, Trophäen, u. ä.
- Regulierung von Wildtierpopulationen (Bestandsregulierung),[17][19] etwa zur Reduktion von Wildschäden an Nutzpflanzen in der Landwirtschaft oder durch Wildverbiss an der Naturverjüngung im Wald, zur Eindämmung von Tierseuchen oder zur Erreichung naturschutzfachlicher Ziele im Rahmen des Wildtiermanagements
- abstraktere Motive, darunter Erwerbstätigkeit,[20] handwerklicher Ehrgeiz,[17] Erholung und Abwechslung vom Alltag,[17] Freude an der Jagd,[17] Interaktion mit Familie und (Jagd-)Freunden,[17] Naturerfahrung,[17] soziale Distinktion[21] und Tradition[17]

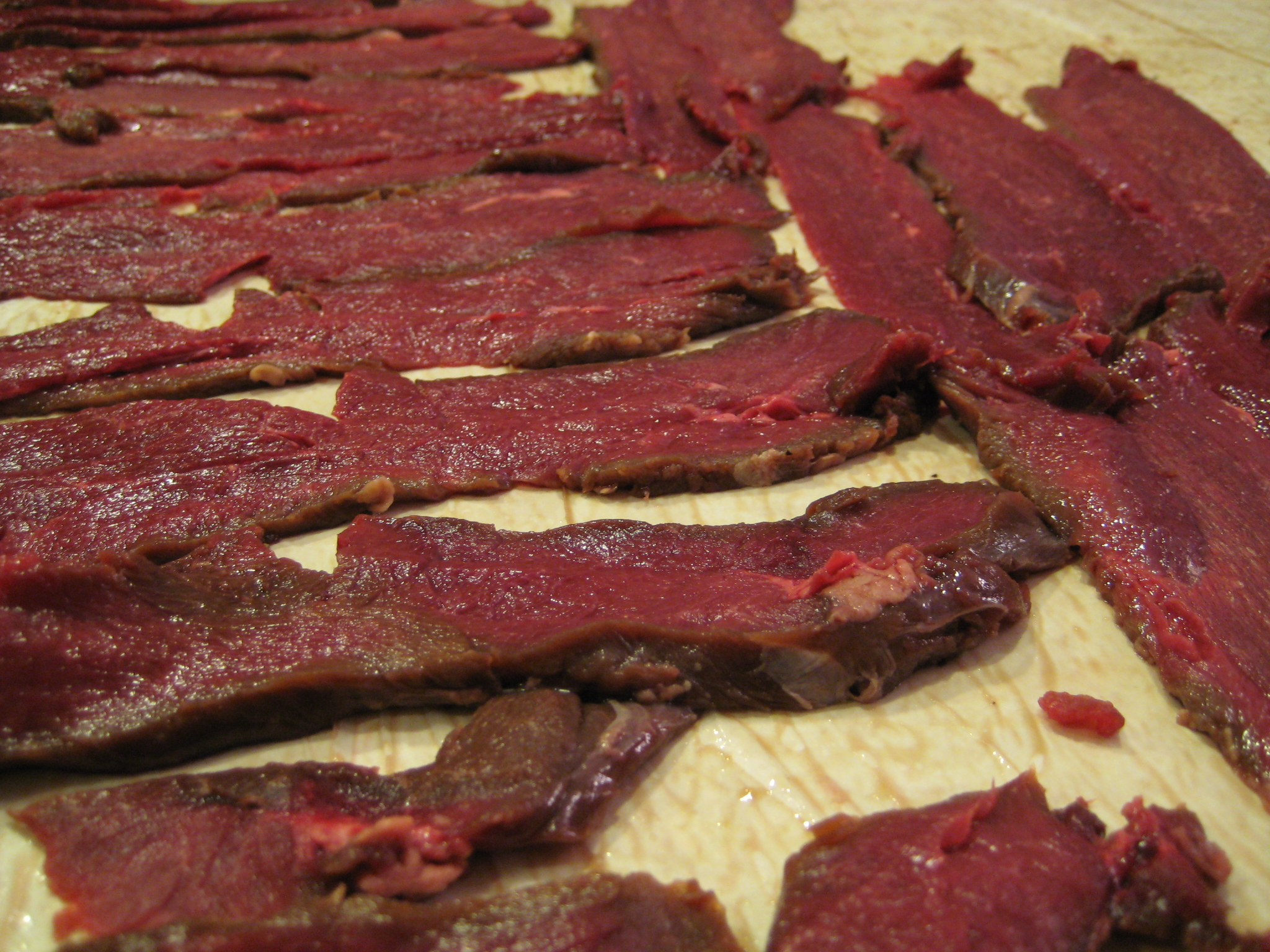
Wildbret vom Weißwedelhirsch
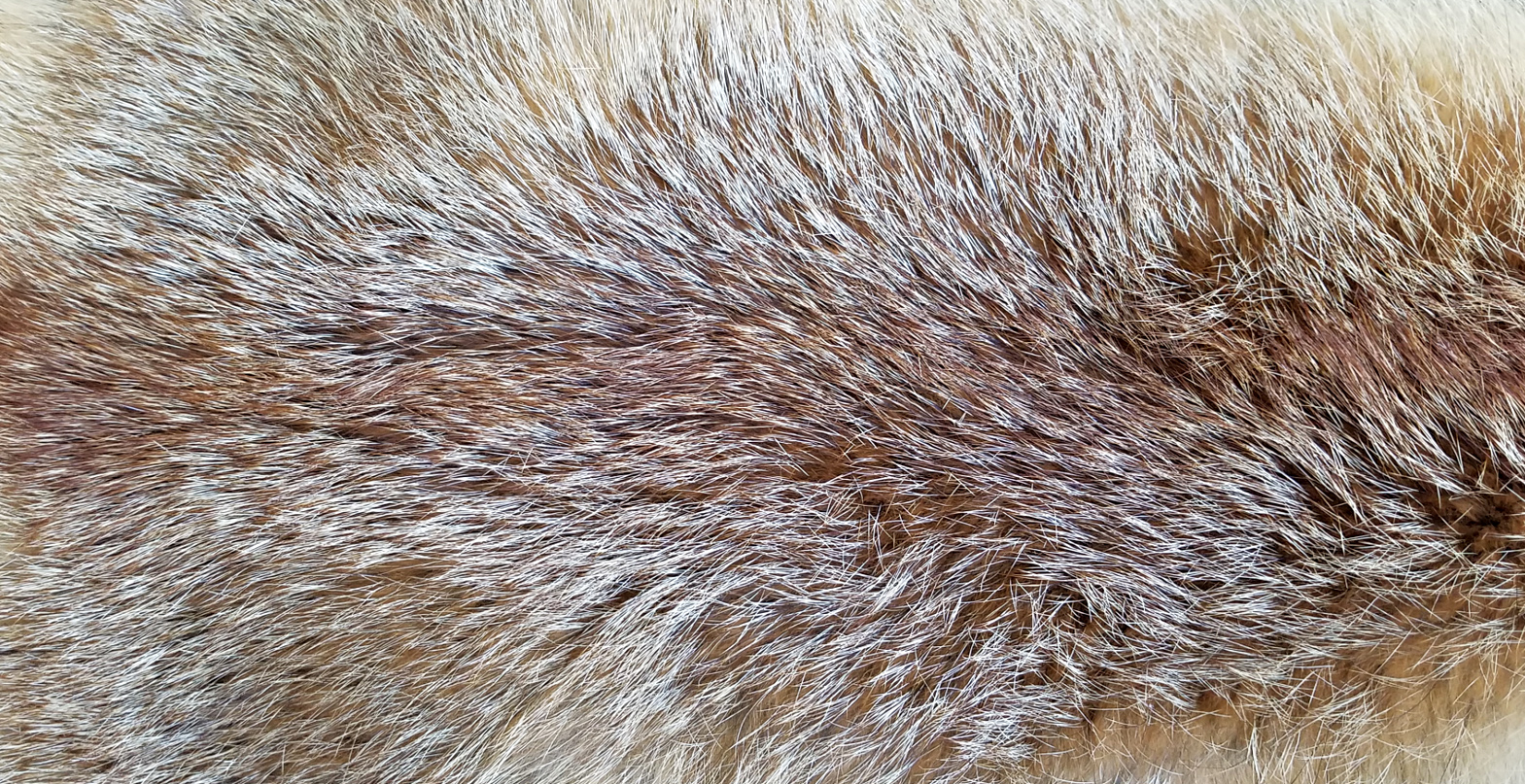
Gegerbtes Rotfuchsfell
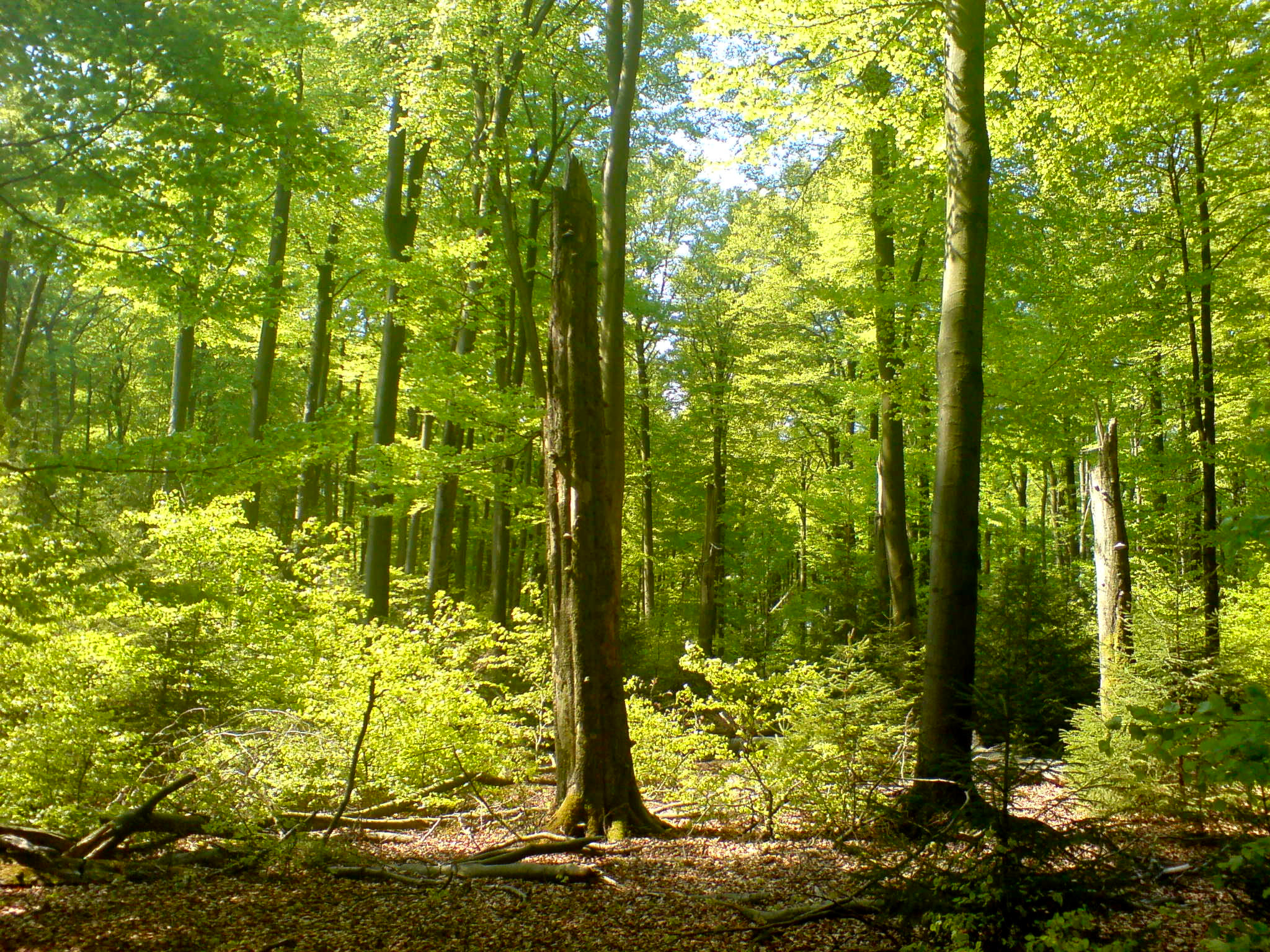
Naturverjüngung in einem Rotbuchenwald
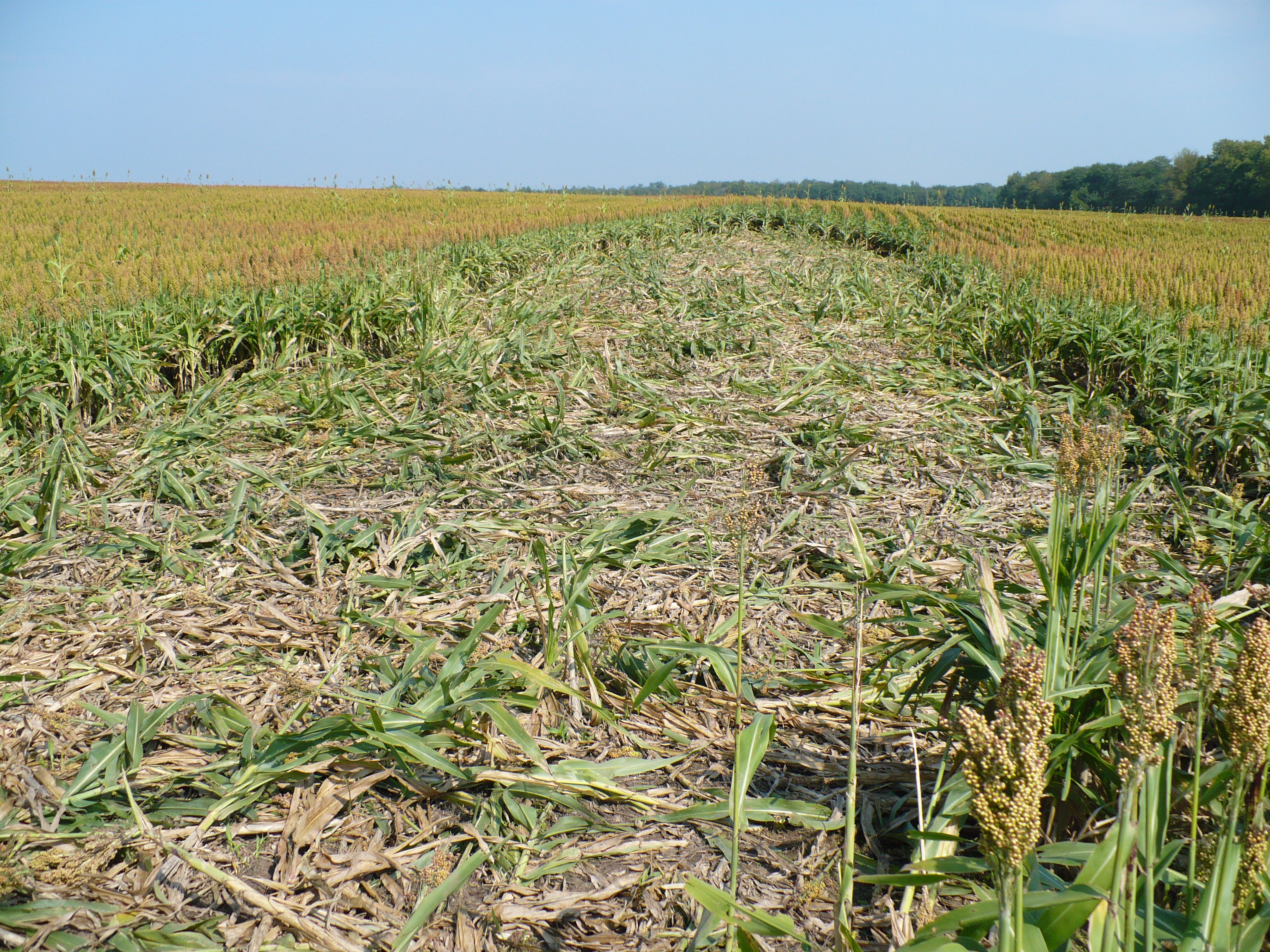
Von Wildschweinen verursachter Wildschaden in einem Feld mit Zuckerhirse
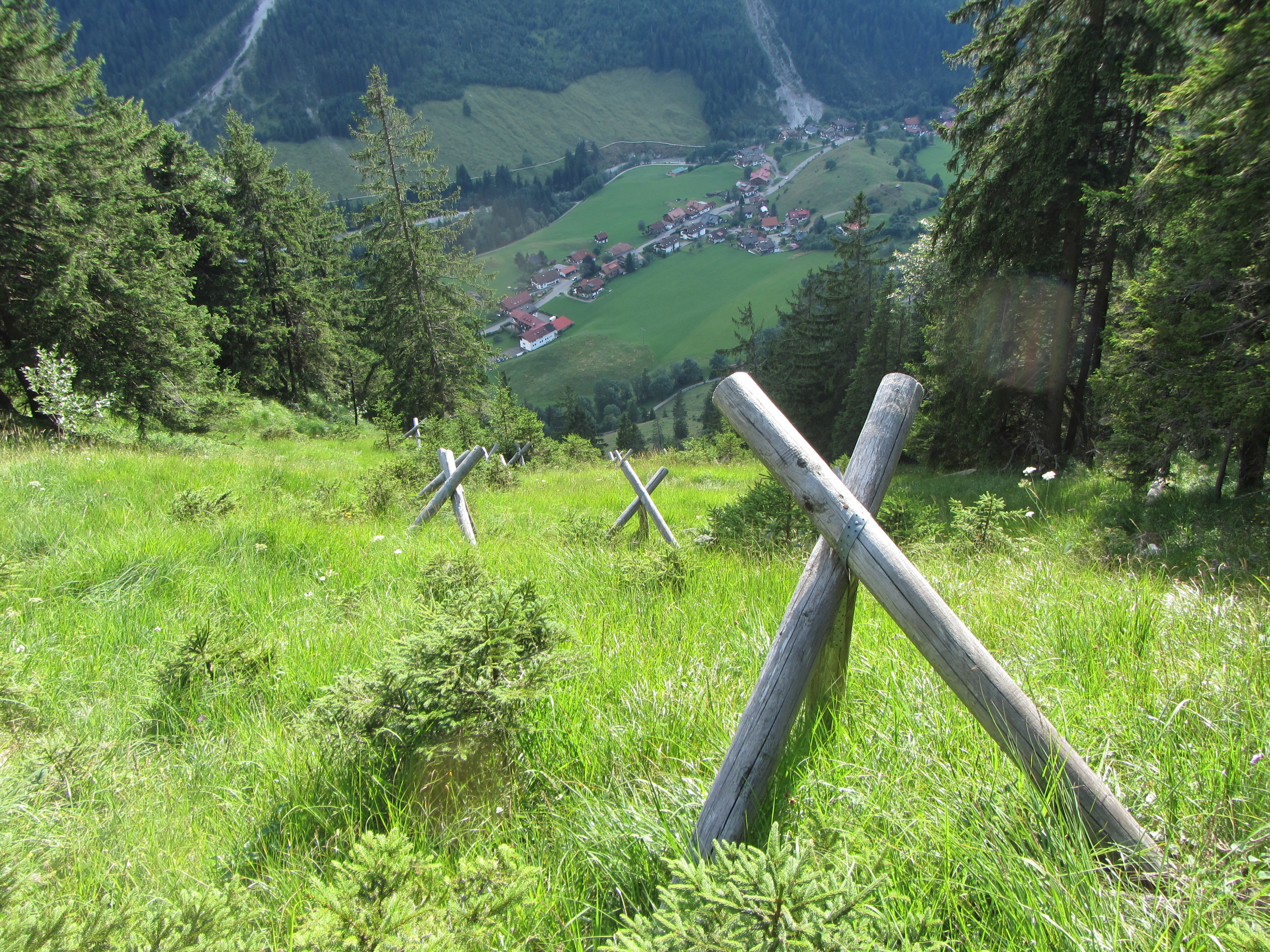
Sanierungsfläche im durch Wildschäden beeinträchtigten Schutzwald
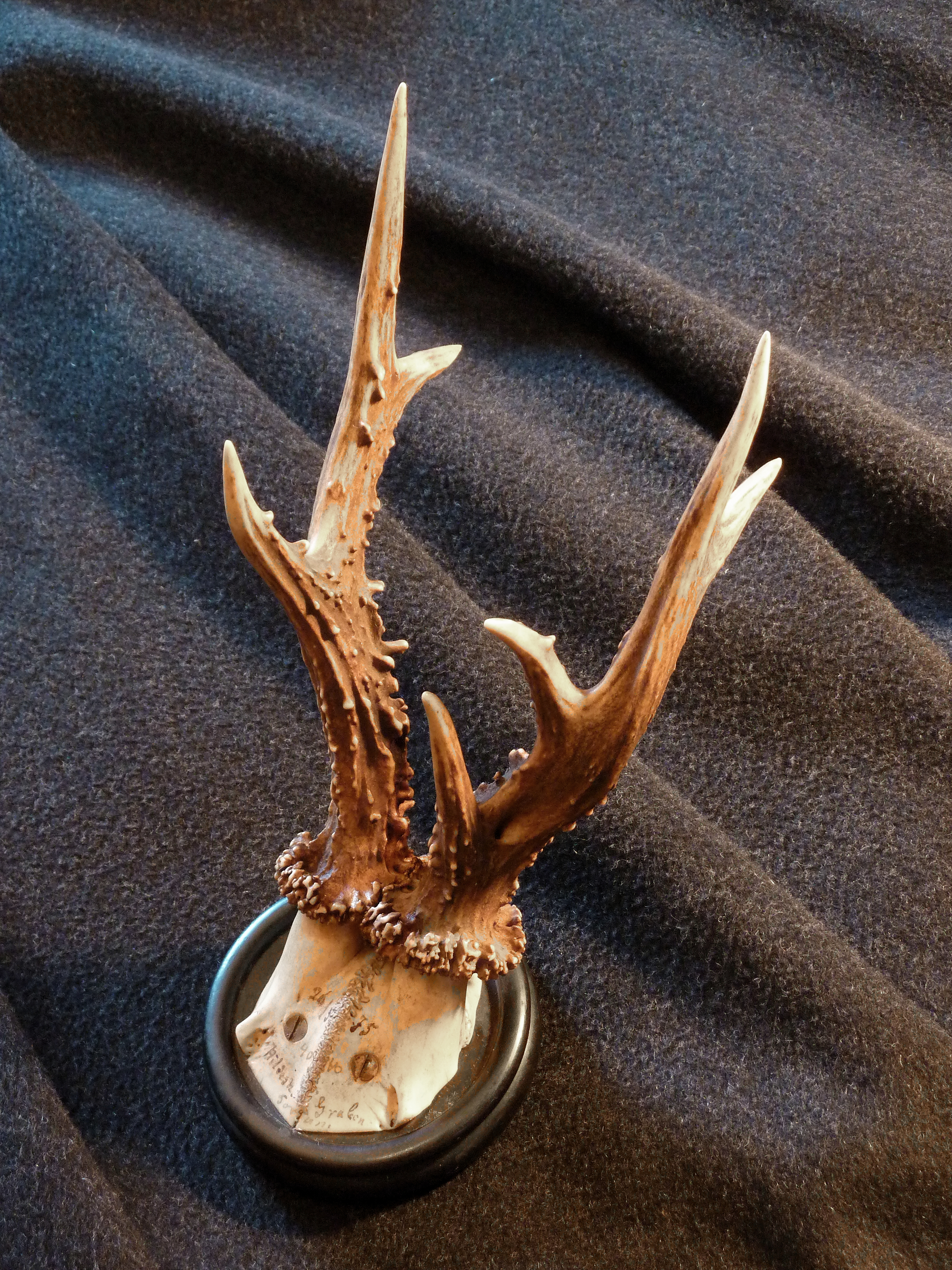
Geweih eines Rehbocks (jagdsprachlich auch Gehörn)

## Geschichte

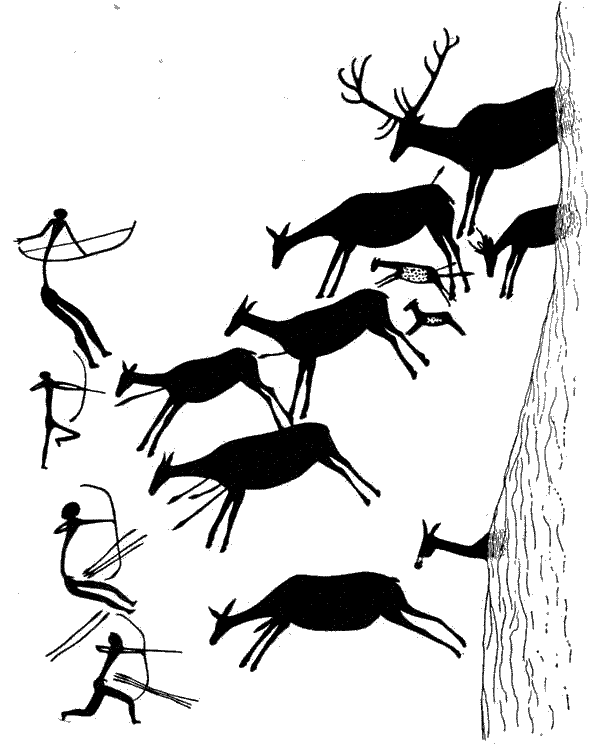
Nachzeichnung einer prähistorischen Felsmalerei von Bogenjägern bei Jagd auf Hirsche in der Cova dels Cavalls (Höhle der Pferde), Spanien

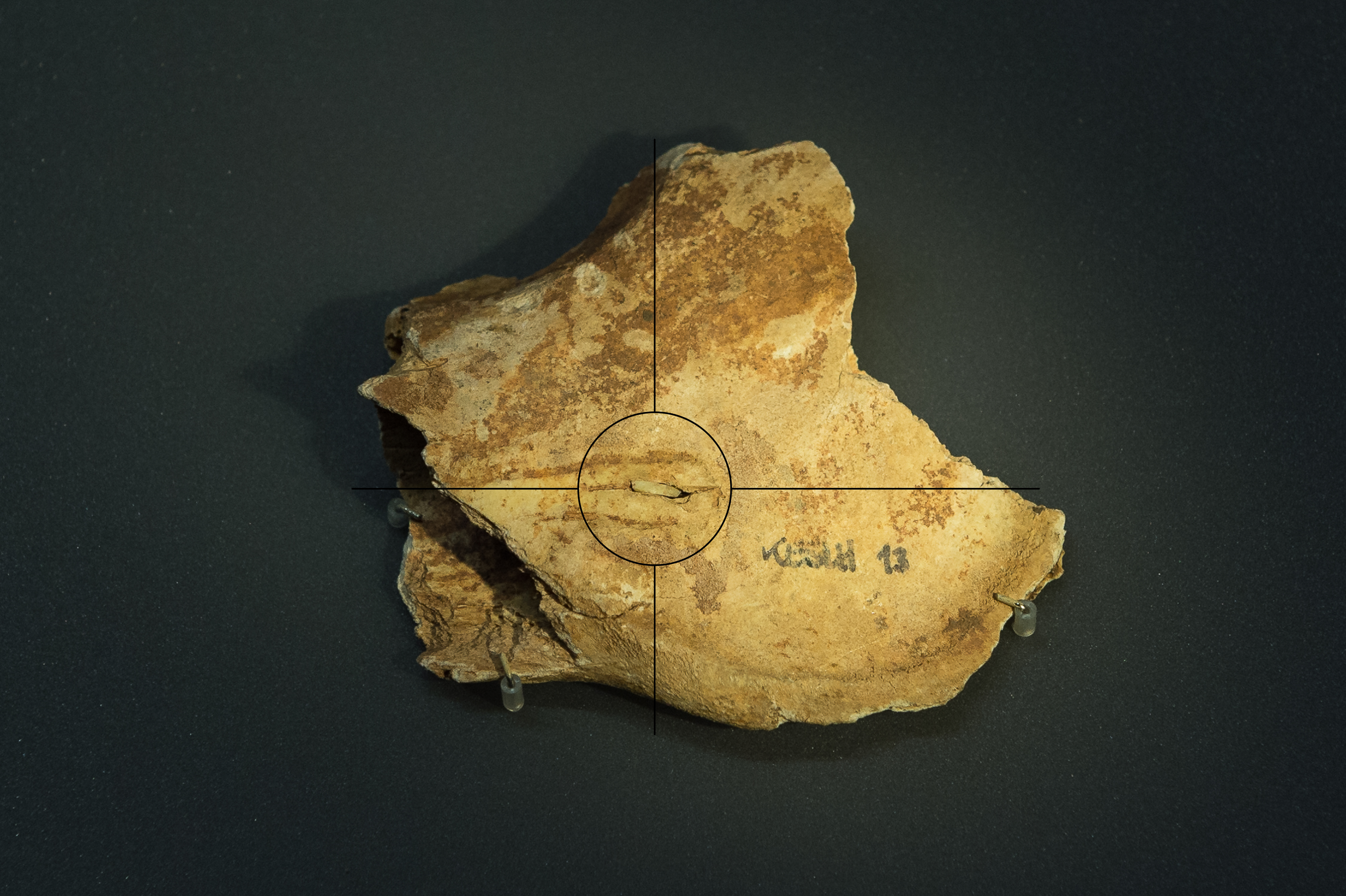
Unterkieferfragment eines Rentiers mit abgebrochener Projektilspitze aus dem Magdalénien

Die Jagd gehört zu den ursprünglichsten Tätigkeiten in der Menschheitsgeschichte und ist älter als der anatomisch moderne Mensch (Homo sapiens) selbst.
Die ältesten unumstrittenen archäologischen Belege für Jagd stammen aus dem Altpleistozän und fallen zeitlich mit der Entstehung und Ausbreitung des Homo erectus vor rund 1,7 Millionen Jahren zusammen. Von da an bis in die Zeit um 10.000 v. Chr. – und in Teilen darüber hinaus – lebte nahezu die gesamte Menschheit als Jäger und Sammler. Die Jagd ermöglichte durch die mit ihr verbundene Notwendigkeit zur Spezialisierung, Arbeitsteilung und Vorausplanung der Jäger, etwa bei der Produktion von Werkzeugen und Jagdwaffen, bedeutende Schritte in der Evolution des Menschen. Die gemeinsam durchgeführte Jagd förderte die sozialen und kommunikativen Fähigkeiten und bildete eine der Grundlagen der menschlichen Kultur.
Die Jagd diente zur Nahrungsversorgung und lieferte neben Fleisch tierische Nebenprodukte wie Knochen für Werkzeuge oder auch für Flöten und Kunstwerke, Felle als Bekleidung, für Schuhe, für Decken, für Behausungen (Zelte) und Tragetaschen sowie Sehnen zum Nähen und für Bögen. Im Jungpaläolithikum und Magdalenien finden sich erste Höhlenmalereien und figürliche Kunstwerke der eiszeitlichen Jäger. Ursprünglich wurden die Jagdtiere zum Beispiel in eine Enge getrieben. Die ältesten Jagdformen sind die Hetz- bzw. Ausdauerjagd, die Lauer- und die Fallenjagd.
Mit der sich im Zuge der neolithischen Revolution verbreitenden Sesshaftwerdung des Menschen und dem Beginn von Ackerbau und Viehzucht bekam die Jagd als Ernährungsquelle in weiten Teilen der Bevölkerung nachrangige Bedeutung. Zugleich ergaben sich durch die veränderten Lebensumstände im Schutz des kultivierten Landes vor Wildschäden und der Bekämpfung von Raubtieren zum Schutz von Nutzvieh auch neue Verwendungszwecke für die Jagd.

## Jägersprache
Die Jägersprache gehört zu den ältesten existenten Fachsprachen und dient heute vornehmlich der präzisen Verständigung der Jäger untereinander. Da sich die Jägersprache von der Gemeinsprache in der Lexik und Phraseologie, nicht aber in der Syntax unterscheidet, kann sie als jagdlicher Fachwortschatz betrachtet werden. Dieser jagdspezifische Fachwortschatz hat sich in mehreren Sprachen entwickelt, so beispielsweise im Deutschen, Englischen und Spanischen.
Deutsche Jägersprache
Die deutsche Jägersprache hat ihre schriftlich tradierten Ursprünge im 8. Jahrhundert und umfasst einen Wortschatz von etwa 13.000 Ausdrücken mit rund 40.000 definierten Bedeutungen. Heute sind davon in der jagdlichen Praxis maximal 2000 Termini in Verwendung. Aufgrund der veränderten Jagdpraxis sind inzwischen zahlreiche ältere Termini obsolet geworden (z. B. „Kloben“, eine Klemmfalle für Vögel, und andere Begriffe mit Bezug zur Fangjagd von Singvögeln). Lange Zeit dominierten die von Anfang an präsenten und von der vorherrschenden Jagdtechnik bestimmten jagdlichen Fachausdrücke (z. B. „Saufeder“ für den langgeschäfteten, mit einem Riemen umwickelten Spieß für die Wildschweinjagd oder „Hetzen“ für das Verfolgen des Wildes durch den Jagdhund). Erst in der Neuzeit und insbesondere im 18. Jahrhundert kamen, ausgehend von den Berufsjägern der Landesfürsten, standessprachliche Begriffe hinzu, die auf soziale Distinktion von Außenstehenden abzielten und keinen praktischen Mehrwert hatten (z. B. „Teller“ für die Ohren des Wildschweins oder „Lunte“ für den Schwanz des Fuchses). Hierbei gab es innerhalb des deutschen Sprachraums regionale Unterschiede, da sich etwa in der Schweiz aufgrund der abweichenden Entwicklung des Jagdrechts kein standessprachlicher Wortschatz bildete und die Jägersprache weitgehend auf Fachausdrücke beschränkt blieb. Einige Wörter und Redewendungen aus der Jägersprache haben Eingang in den allgemeinen Sprachgebrauch gefunden (z. B. „Blattschuss“ als Synonym für Volltreffer).

## Jagdrecht
Das Wort Jagdrecht hat zwei unterschiedliche Bedeutungsinhalte, zu deren expliziter Unterscheidung man auch vom objektiven Jagdrecht einerseits und vom subjektiven Jagdrecht andererseits spricht.

### Objektives Jagdrecht

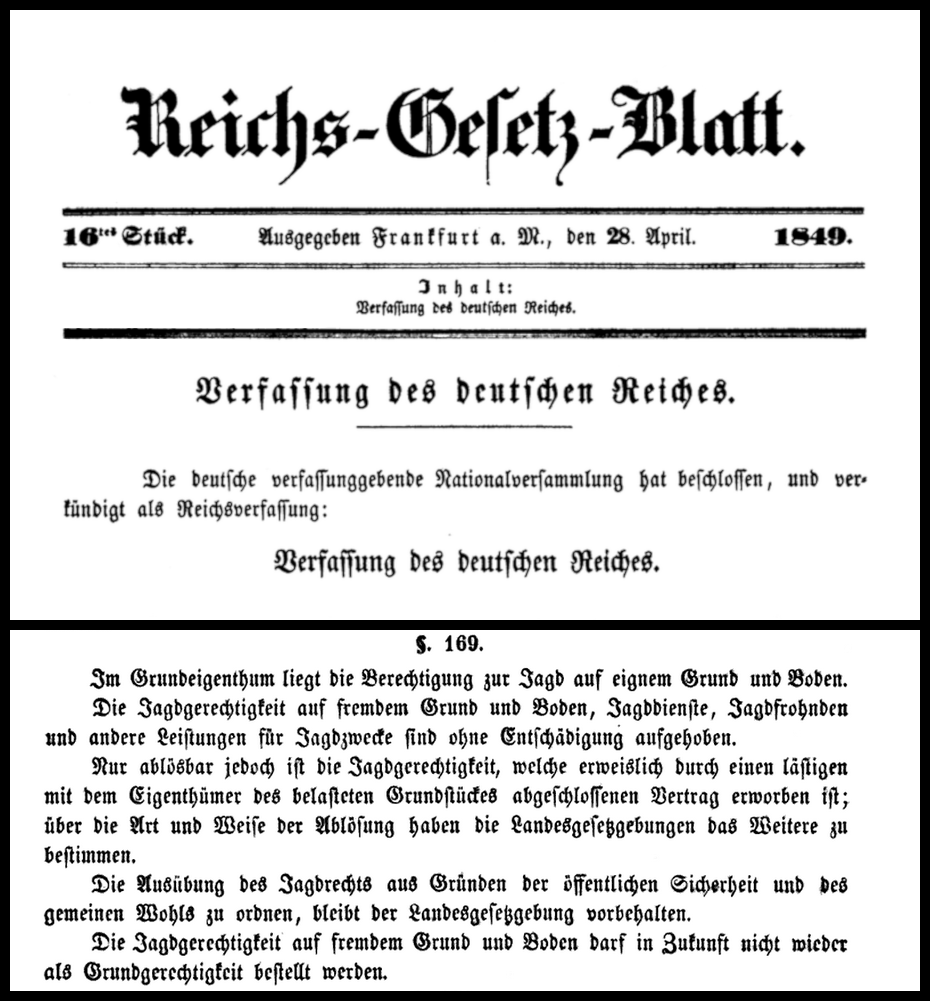
Frankfurter Reichsverfassung vom 28. März 1849 mit Artikel IX. § 169 Abs. 1 Jagdrecht – eine Rechtsnorm des objektiven Jagdrechts, die das subjektive Jagdrecht an das Grundeigentum bindet

Das objektive Jagdrecht umfasst alle Rechtsnormen, die sich mit der Jagd befassen. Art und Umfang dieser Normen können sich von Ort zu Ort teils erheblich voneinander unterscheiden, wie beispielsweise zwischen rezenten Jäger-und-Sammler-Gemeinschaften im Amazonasbecken einerseits und Staatswesen in Mitteleuropa andererseits. Generell bilden Regelungen zum rechtlichen Status des Wildes und zum Inhaber des subjektiven Jagdrechts typischerweise das Fundament des objektiven Jagdrechts. Darüber hinaus existieren oft weitergehende Regelungen, so z. B. Restriktionen zu den jagdbaren Wildarten, Jagd- und Schonzeiten für das jagdbare Wild, Verbote bestimmter Jagdwaffen und -methoden, Voraussetzungen für Ausstellung eines Jagdscheins, Meldepflichten für erlegtes Wild, Vorschriften zum Umgang mit Wildbret und zahlenmäßige oder qualitative Begrenzungen beim Erlegen von jagdbaren Wild.
Siehe auch: Objektives Recht

### Subjektives Jagdrecht
Das subjektive Jagdrecht ist das einem einzelnen Rechtssubjekt zustehende Recht zur Jagd. In vielen Jurisdiktionen steht das subjektive Jagdrecht dem Grundeigentümer zu, so etwa in den Ländern West-, Mittel-, Nordeuropas und des Baltikums sowie in Namibia und Simbabwe. In diesen Staaten stellt das subjektive Jagdrecht ein dem einzelnen Berechtigten persönlich zustehendes, privatrechtliches Recht an seinem Grundeigentum dar. In anderen Ländern, wie etwa Italien, Polen, Rumänien und der Schweiz, liegt das subjektive Jagdrecht dagegen als hoheitliches Recht beim Staat selbst, der es Dritten durch Vergabe von Jagdlizenzen und Verpachtung von Jagdrevieren zugänglich macht oder in Eigenregie ausübt.
Einige Jurisdiktionen garantieren dem Bürger ein in der Verfassung verbrieftes Grundrecht zur Jagd, gegenwärtig etwa die Verfassungen mehrerer US-Bundesstaaten, historisch unter anderem die im Zuge der deutschen Revolution von 1848/49 verabschiedete Frankfurter Reichsverfassung. In einigen Rechtsordnungen ist das subjektive Jagdrecht zudem als Eigentum beziehungsweise als dessen Bestandteil grundlegend geschützt, so etwa in Deutschland über die verfassungsrechtliche Eigentumsgarantie nach Art. 14 Grundgesetz.

## Jagdwaffen

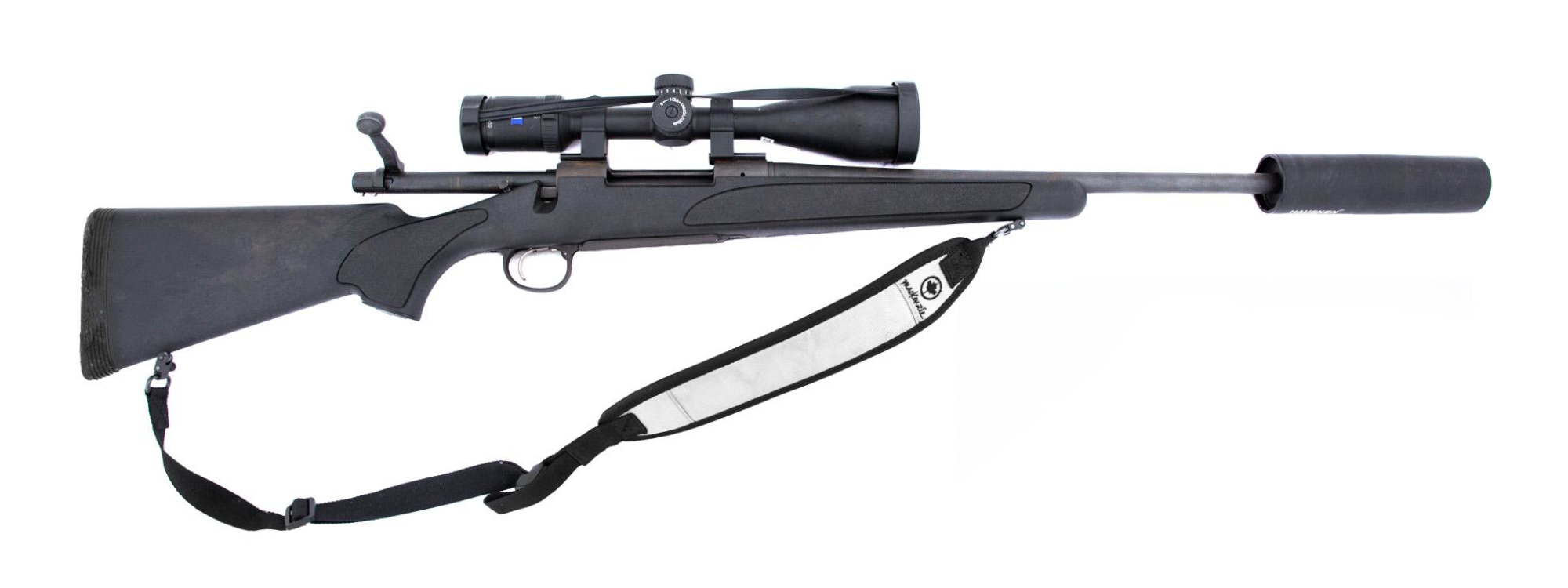
Remington Model 700 in .30-06 Springfield mit montiertem Zielfernrohr und Schalldämpfer – diese und andere vom Mauser System 98 abgeleitete Waffen zählen zu den am meisten produzierten und genutzten Repetiergewehren bei der Jagd

Die Handfeuerwaffe ist heute, insbesondere in den Industrienationen, die dominierende Jagdwaffe, in einigen Jurisdiktionen, teils eingeschränkt auf bestimmte Einsatzzwecke, sind aber auch Bogen, Armbrust, Falle, Spieß, Speer und Lanze gebräuchlich. Vor allem historisch wurden bzw. werden von rezenten Jäger-und-Sammler-Gemeinschaften auch Netze, Blasrohre, (Pfeil-)Gifte sowie Feuer jagdlich genutzt.
In weiten Teilen von Subsahara-Afrika und Südostasien stellt die vergleichsweise günstige, vor etwaigen Strafverfolgern leicht zu verbergende und zu den vorwiegend terrestrischen Wildarten passende Fallenjagd mit Schlingen die vorherrschende Jagdform dar. Im Amazonas-Regenwald ist sie dagegen weniger üblich, da aufgrund des höheren Anteils von kleinen, als Baumbewohner lebenden Wildarten bevorzugt verschiedene Projektilwaffen – wie etwa Blasrohre, Pfeil und Bogen sowie Handfeuerwaffen – verwendet werden.
Daneben sind verschiedene andere Blankwaffen bzw. Schneidwerkzeuge in Gebrauch, insbesondere Messer, die, neben ihrer Verwendung als Universalwerkzeug, auch als Waffe zum Abfangen von verletztem Wild genutzt werden.

## Jagdarten
Im Laufe der Zeit haben sich die verschiedensten Jagdarten entwickelt, welche auf speziellen Situationen bzw. die Jagd auf bestimmte Tierarten abgestimmt sind. Es existieren mehrere Möglichkeiten, um zumindest einen Teil der Jagdarten zu systematisieren. Eine der geläufigsten Gliederungen unterscheidet nach Anzahl der beteiligten Jäger.

### Einzeljagd
Zur Einzeljagd werden Jagdarten gerechnet, die von einem Jäger alleine ausgeübt werden bzw. prinzipiell alleine ausgeübt werden können:

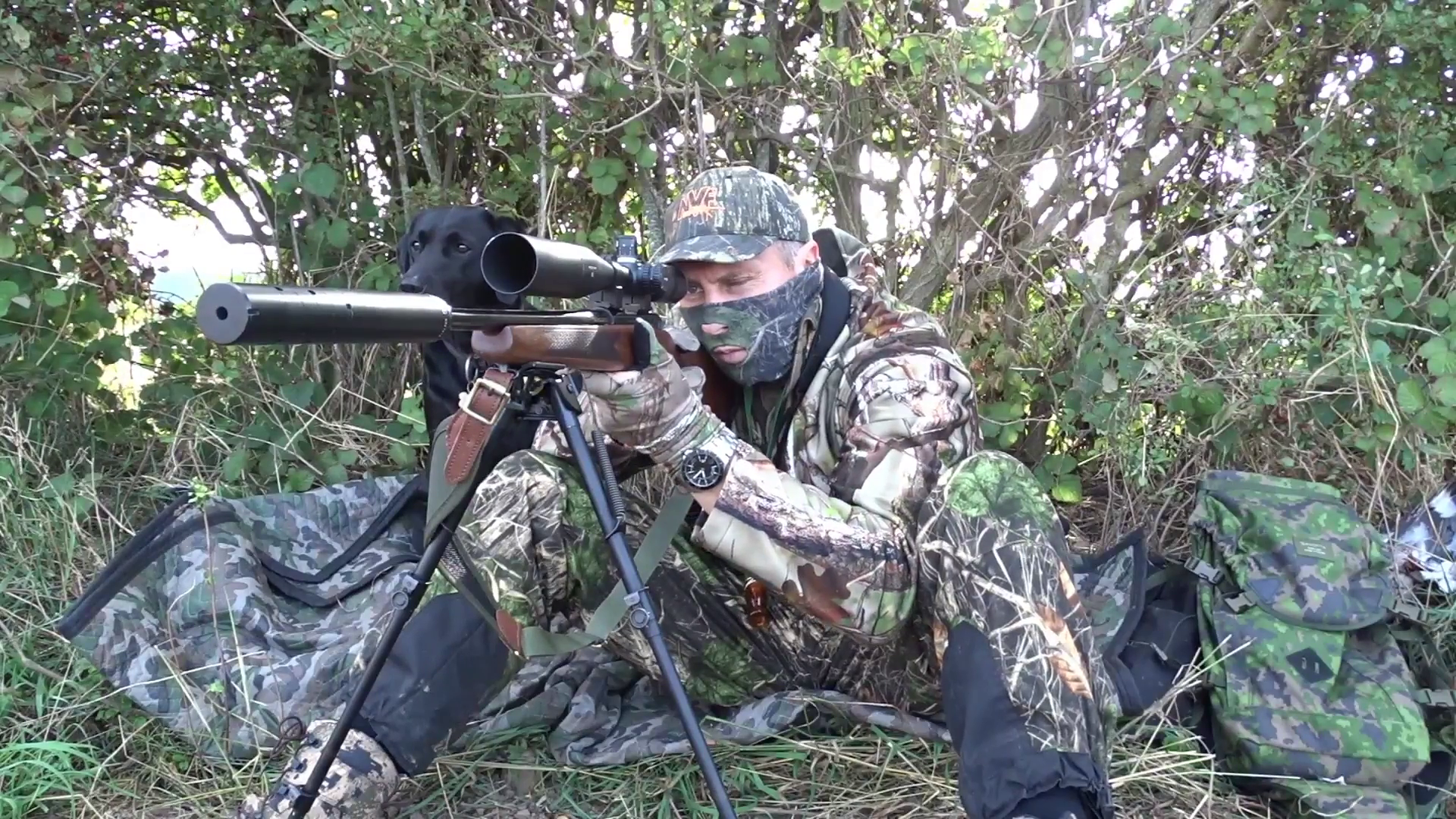
Jäger bei der Ansitzjagd auf Wildtauben vom Rand eines frisch eingesäten Ackers

- Ansitzjagd, bezogen auf Tiere auch als Lauerjagd bezeichnet: Bei der Ansitzjagd lauert der Jäger an einer geeigneten Stelle, etwa auf einem Hochsitz oder hinter einem Ansitzschirm, dem Wild auf. Das vorbeiziehende Wild kann so in Ruhe beobachtet, angesprochen (erkannt und bestimmt) und gegebenenfalls sicher erlegt werden.
- Pirschjagd: Hierbei begeht der Jäger vorsichtig und leise das zu bejagende Gebiet, er pirscht gegen den Wind, um unbemerkt möglichst nahe ans Wild zu kommen. Spuren wird er nicht blindlings folgen, sondern nur dann, wenn sie vielversprechend sind. Dazu ist eine gute Revierkenntnis erforderlich. Fährten im Neuschnee sind leicht zu erkennen. Deshalb dienen sie als besonders gute Grundlage für die Entscheidung, an bestimmten Stellen zu pirschen.

### Gesellschaftsjagd
Zur Gesellschaftsjagd, seltener auch als Gruppenjagd bezeichnet, werden Jagdarten gezählt, die von mehreren Jägern gemeinsam ausgeübt werden:
- Sammel- oder Gemeinschaftsansitz: Gemeinsame Ansitzjagd mehrerer Jäger.

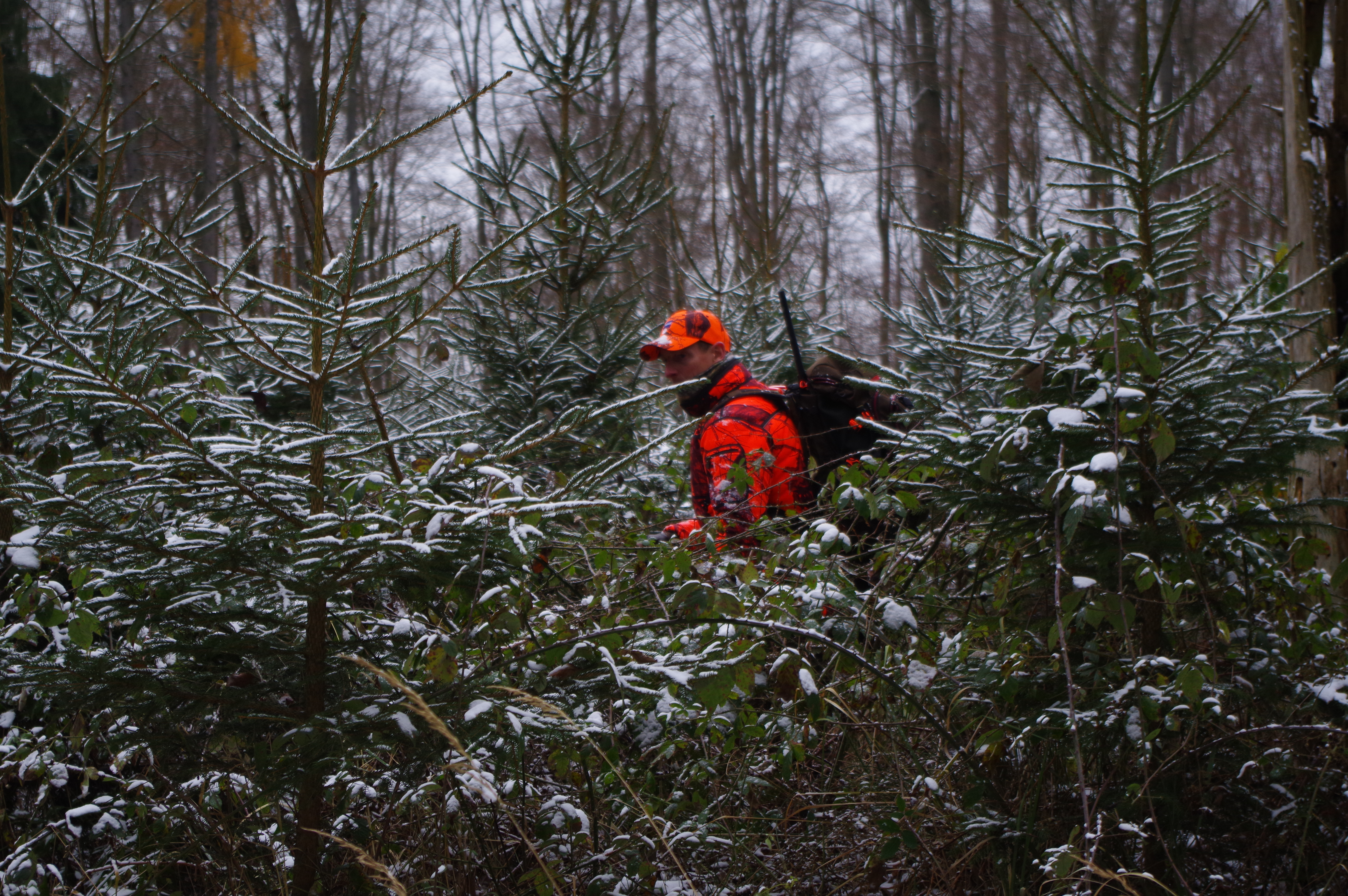
Jäger auf dem Weg zu seinem zugewiesenen Stand vor Beginn einer Drückjagd

- Treibjagd oder Bewegungsjagd:[60][61] Sammelbegriff für alle Jagdarten, bei denen das Wild von Treibern oder Hunden beunruhigt und aus seinen Einständen getrieben oder gedrückt wird.
  - Drückjagd, im Gebirge aufgrund der abgeriegelten Zwangswechsel des Wildes auch Riegeljagd genannt: Form der Treibjagd, bei der Schalenwild gedrückt, d. h. von Treibern und zumeist auch von Jagdhunden vergleichsweise langsam in Richtung der vorher aufgestellten Jäger gescheucht wird. Dabei wird versucht, das Wild bewusst langsam aus seinen Einständen (etwa in Dickungen, Brombeerverhauen, Schilfgürteln etc.) heraus und in Bewegung zu bringen, um einen sicheren Schuss zu ermöglichen.
    - Stöberjagd: Variante der Drückjagd, bei der das Wild ausschließlich von spurlaut und solo jagenden Stöberhunden in Bewegung gebracht wird.

  - Vorsteh- oder Standtreiben: Variante der Treibjagd, bei der die bejagte Fläche von Schützen auf festen Standplätzen umstellt und anschließend von einer Treiberwehr durchkämmt wird.
    - Erntejagd: Jagd während der Ernte, bei der das betreffende Feld vor dem Abernten von Jägern umstellt wird, um das durch schwindende Deckung und die als „Treiber“ fungierenden Erntemaschinen aufgeschreckte Wild beim Ausbrechen aus dem abgestellten Bereich zu erlegen. Erntejagden werden insbesondere auf Wildschweine in Maisfeldern angewandt.[62][63]Front aus Schützen, Treibern und Hunden während einer Streifjagd auf Füchse

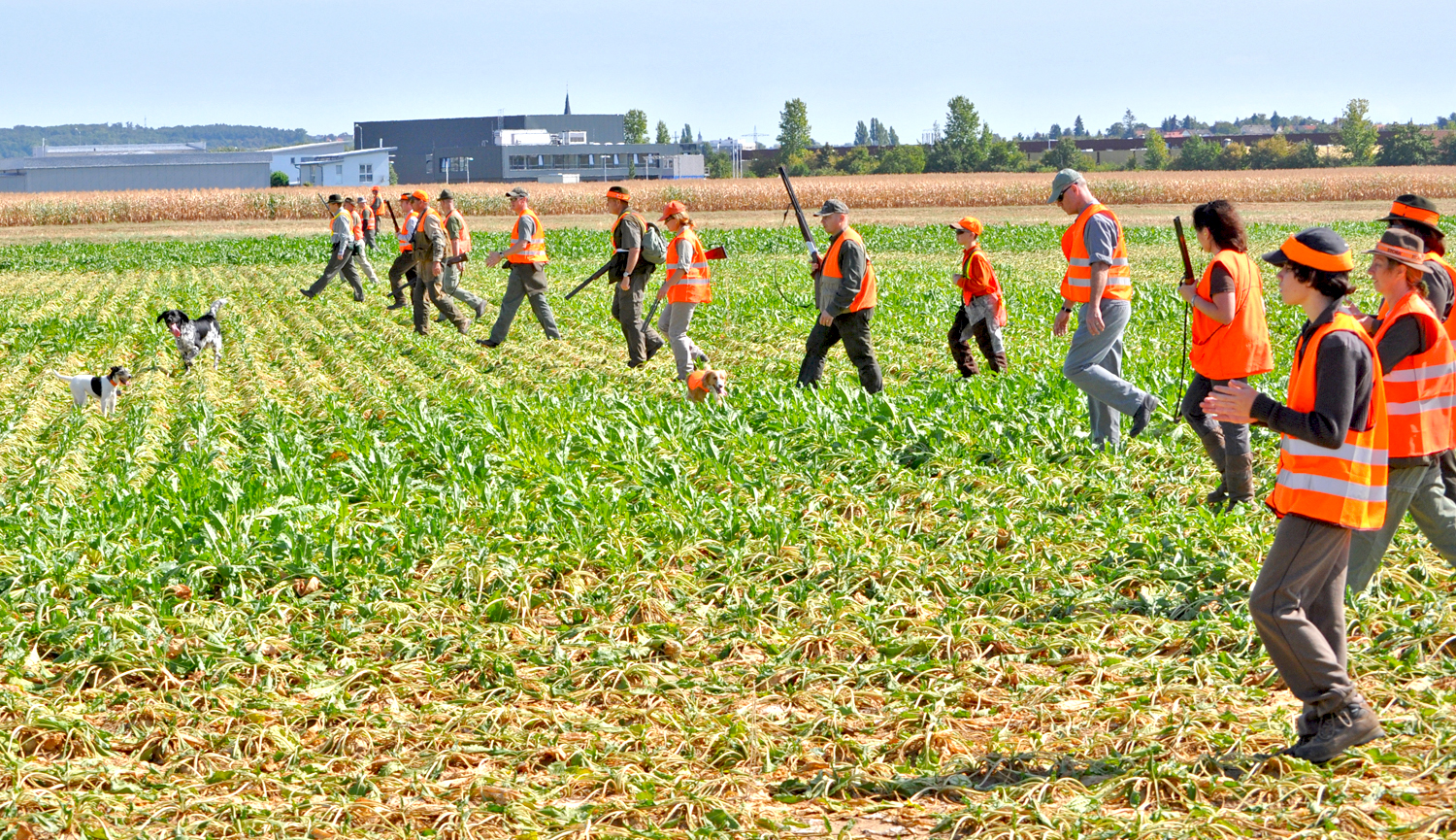
Front aus Schützen, Treibern und Hunden während einer Streifjagd auf Füchse

  - Streifjagd oder Streife: Variante der Treibjagd, bei der Treiber und Jäger das Gelände gegen den Wind in breiter Front absuchen.
    - Böhmische Streife: Insbesondere auf Hasen ausgeübte Variante der Streifjagd, bei der die Flanken vorgezogen werden, wodurch die Front von Schützen und Treibern ein „U“ bildet.

  - Kesseltreiben: Variante der Treibjagd, bei der aus Sicherheitsgründen nur mit Schrot geschossen wird. Abwechselnd postierte Schützen und Treiber bilden dabei einen Kreis – den Kessel – von rund einem Kilometer Durchmesser. Wenn der Kessel geschlossen ist, marschieren Schützen und Treiber gemeinsam auf den Mittelpunkt zu. Den Schützen ist anfänglich erlaubt, in das Treiben hinein zu schießen. Ab einer Gefährdungsdistanz von weniger als 400 Metern Kesseldurchmesser wird auf das Hornsignal „Treiber rein“ hin nur noch nach außen geschossen. Kesseltreiben werden heute zumeist auf offenen Flächen auf Hasen und anderes Niederwild außer Rehwild ausgeübt.
  - Lappjagd: Variante der Treibjagd, bei der das bejagte Gebiet rundherum mit an Leinen befestigten Stofflappen abgehängt wird, um das Wild in bestimmte Richtungen zu lenken oder am Ausbrechen zu hindern.

### Weitere Jagdarten
Weitere Jagdarten, die üblicherweise außerhalb der oben dargestellten Systematik von Einzel- und Gesellschaftsjagd stehen, sind:
- Ausdauerjagd: Jagd, bei der die Jäger das Wild über lange Strecken zu Tode hetzen, bis es vor Erschöpfung und Entkräftung zusammenbricht (heute zum Beispiel noch von den Khoisan und Aborigines praktiziert).
- Baujagd: Jagd auf den Fuchs und Dachs in deren Bauen mit dem Terriern (lat. terra) und Dachshund (Dackel, Teckel).
  - Frettchenjagd, auch Frettieren genannt: Baujagd mit domestizierten Iltissen (Frettchen), um Kaninchen aus ihren unterirdischen Bauen zu treiben und außerhalb des Baues entweder mit Netzen zu fangen oder mit der Flinte zu erlegen.
- Beizjagd, auch Falknerei genannt: Jagd mit abgerichteten Greifvögeln.Falkner mit Gerfalke bei der Beizjagd zur Abwehr von Vogelschlag auf einem Militärflugplatz

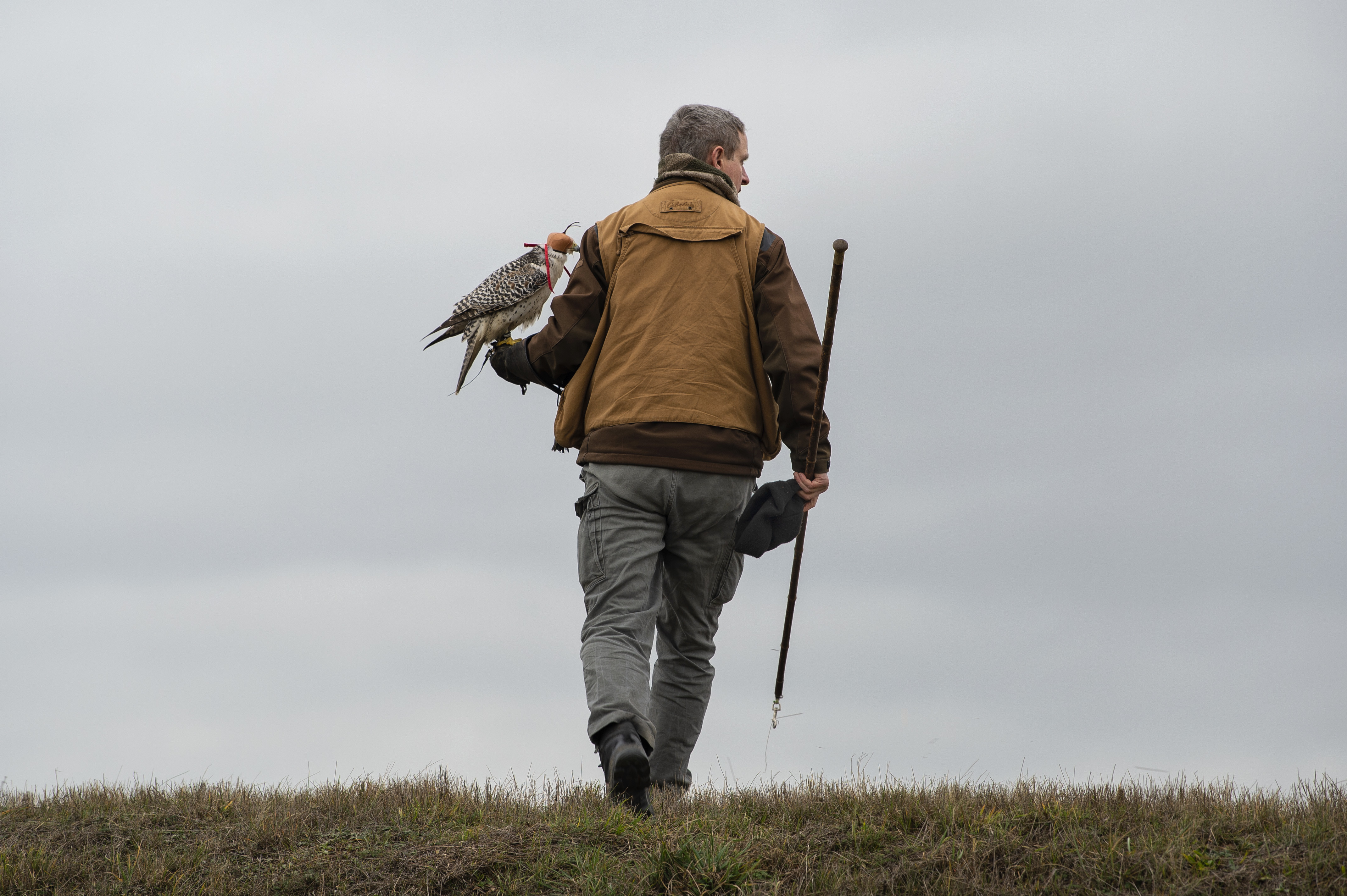
Falkner mit Gerfalke bei der Beizjagd zur Abwehr von Vogelschlag auf einem Militärflugplatz

- Brackierjagd, auch Brackieren genannt: Jagd auf Niederwild mit speziellen Hunden (Bracken), die das Wild aufstöbern, über lange Distanzen verfolgen und den Schützen zurücktreiben.
- Böhämmerjagd: Jagd auf Bergfinken mit dem Blasrohr in Bergzabern
- Bogenjagd: Ausübung der Jagd mit Pfeil und Bogen.Bogenjäger mit Compoundbogen bei der Jagd auf Maultierhirsche

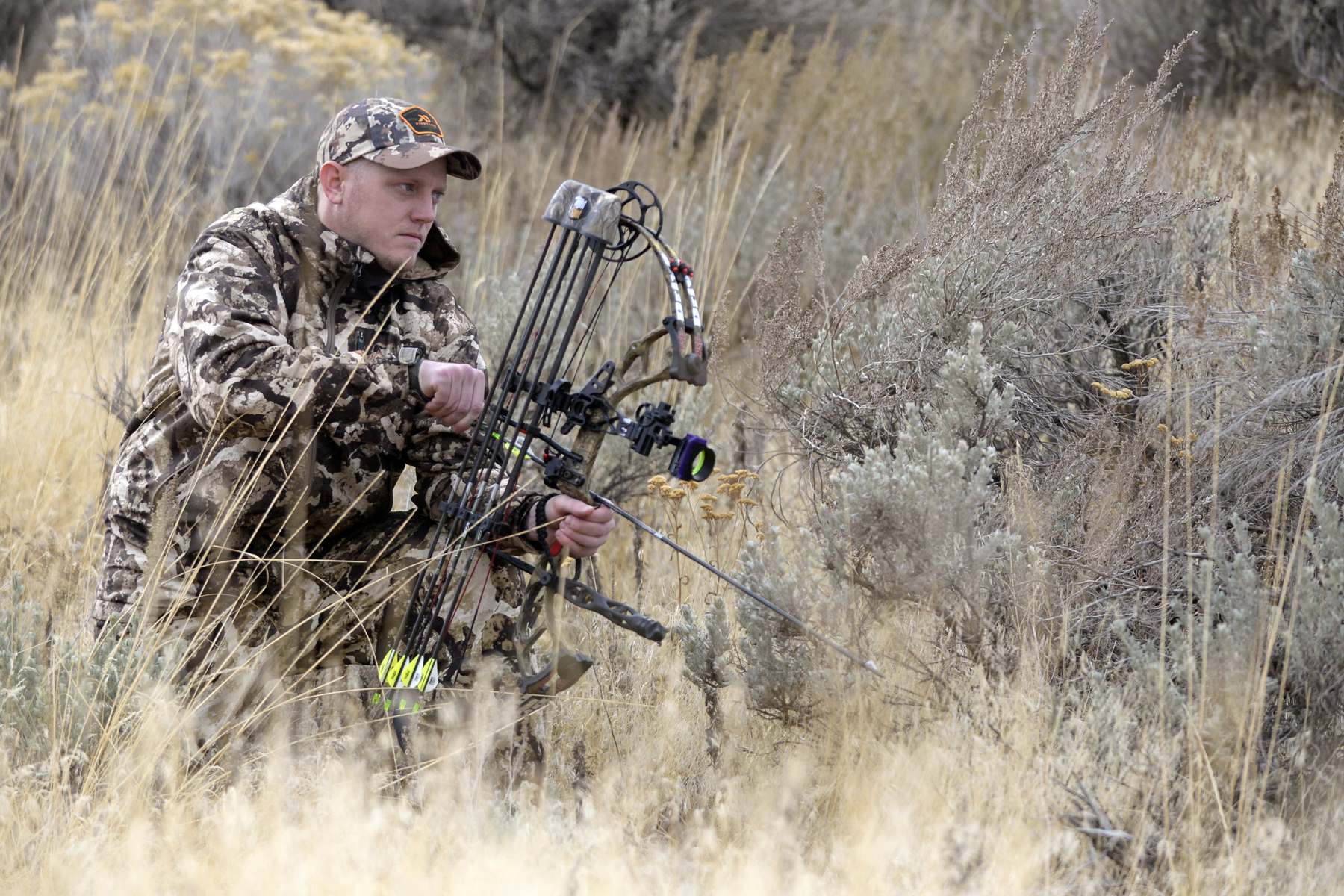
Bogenjäger mit Compoundbogen bei der Jagd auf Maultierhirsche

- Fallenjagd bzw. Fangjagd: Die Jagd mit Tierfallen, bei der in lebend fangende Fallen (wie etwa Kastenfalle und Wippbrettfalle) und in Totschlagfallen (wie etwa Abzugeisen, Schlagbaum und Schwanenhals) unterschieden werden kann.
- Gatterjagd: Jagdform, bei der das Wild in einem geschlossenen Gatter oder Gehege gejagt wird.
- Kreisen bzw. Ausneuen: Suche nach frischen Fährten bei Neuschnee (jägersprachlich Neue), um die Präsenz von Wild im Einstand zu bestätigten und dann zu bejagen (so z. B. oft auf Wildschweine angewendet und bei bestätigter Präsenz mit einer anschließenden Drückjagd verbunden).[64][65][66]
- Lockjagd: Jagd mit Lockmitteln wie Nahrung (Kirrung), Gerüchen, Lauten oder Attrappen.
  - Hüttenjagd: Lockjagd mit angebundenen Eulen als Lockvogel, insbesondere auf Raben- und Greifvögel.
- Parforcejagd, auch Hetzjagd genannt: Das Hetzen von Wild zu Pferd und mit jagender Hundemeute.
- Suchjagd: Meist auf Hasen, Kaninchen, Fuchs oder Federwild ausgeübte Jagd, bei der mit Hilfe von Hunden (kurz jagende Hunde oder Vorstehhunde) Felder oder Waldabschnitte durchsucht werden, um flüchtendes Wild zu erlegen. Das Buschieren ist eine solche Jagd unter Verwendung der Flinte.[67][68]
- Wasserjagd: Die Jagd auf Flugwild am und auf dem Wasser mit brauchbaren Hunden.[69]

## Berufsjäger

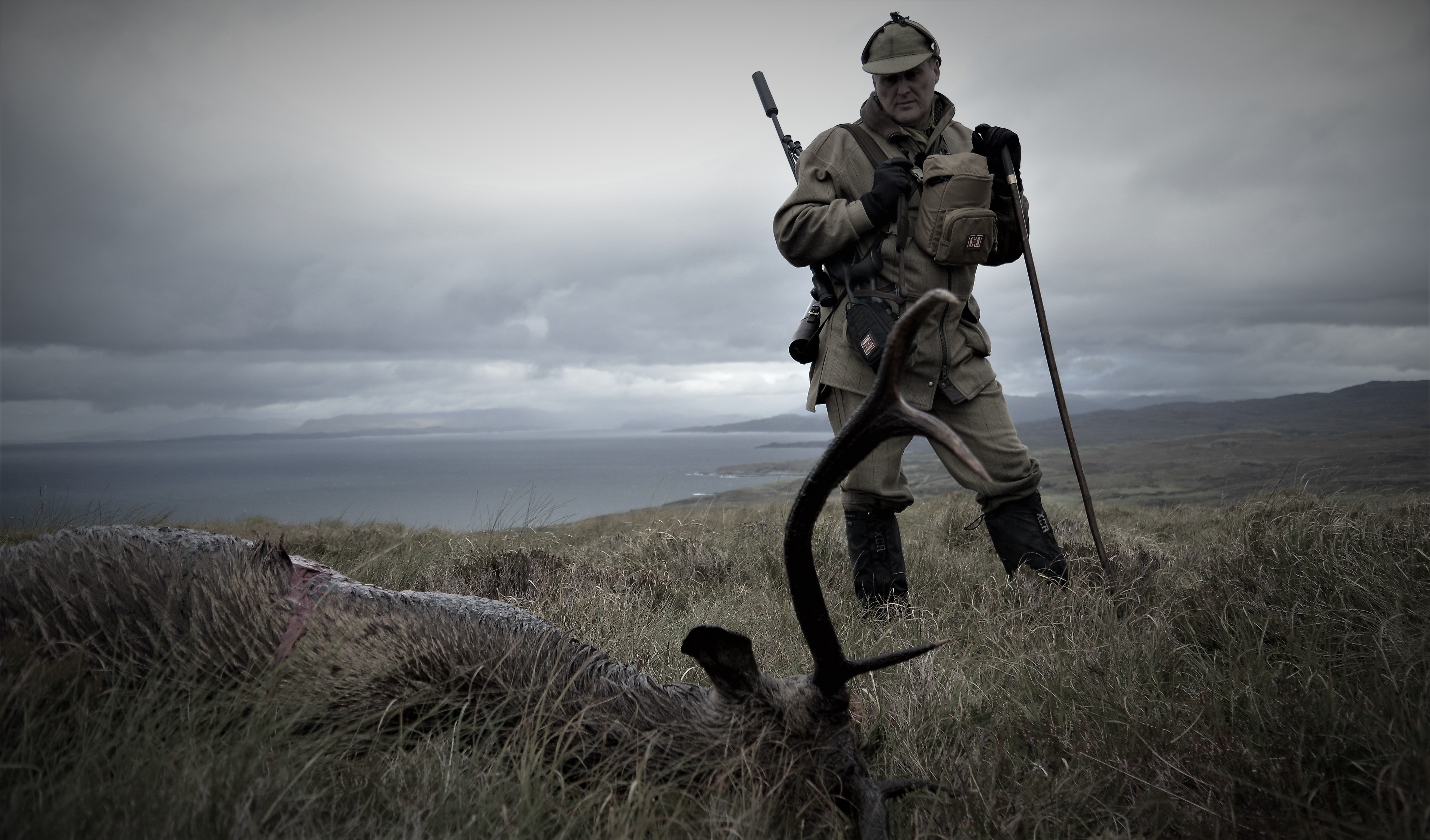
Schottischer Berufsjäger neben einem auf der Pirsch erlegten Rothirsch

Berufsjäger, im internationalen Kontext als professional hunter (PH), stalker oder gamekeeper bezeichnet, sind je nach örtlichen Verhältnissen und jagdrechtlichen Rahmenbedingungen in verschiedenen Funktionen aktiv. In Europa sind Berufsjäger oft als Angestellte von staatlichen Forstverwaltungen, privaten Großgrundbesitzern sowie Schutzgebietsverwaltungen tätig und für die Organisation des dortigen Jagdbetriebs zuständig, so z. B. für die Regulation des Wildbestandes durch Abschuss und Hege, das Führen von Jagdgästen und die Vermarktung des anfallenden Wildbrets. In Australien existiert eine Branche von Berufsjägern, die sich auf die Produktion von Känguru-Fleisch spezialisiert hat und jährlich mehrere Millionen der Beuteltiere erlegt. In den Ländern des südlichen Afrika, wie etwa Namibia und Südafrika, führen Berufsjäger oft aus dem Ausland stammende Jagdgäste auf Jagdsafaris und kümmern sich um die zwecks Fleischbeschaffung jagenden, einheimischen biltong hunters.

## Jagdtourismus

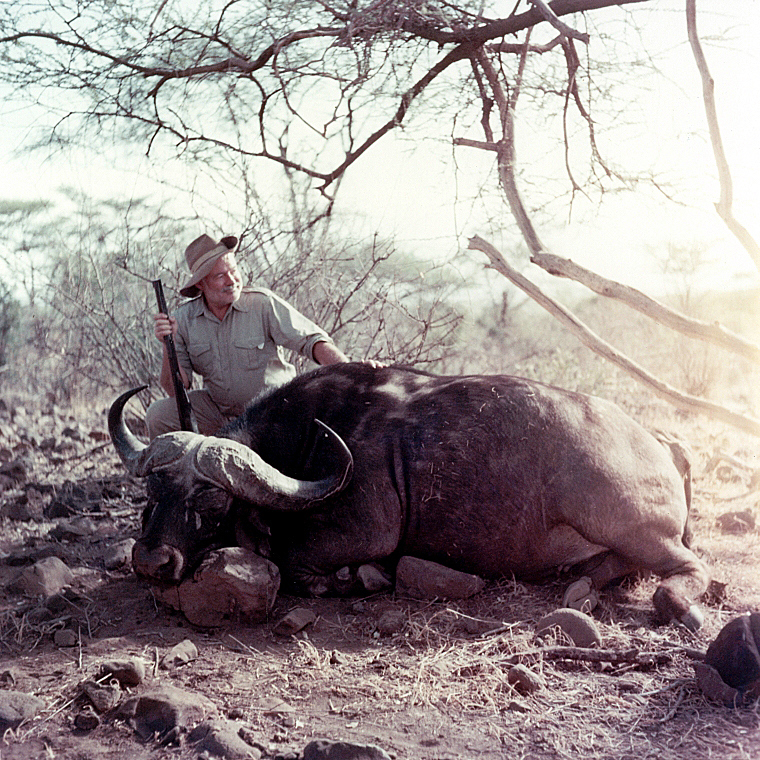
Ernest Hemingway mit erlegtem Kaffernbüffel während einer Safari in Afrika Anfang der 1950er Jahre

Jagdtourismus, auch Auslandsjagd oder, vor allem in Bezug auf Subsahara-Afrika, (Jagd-)Safari genannt, bildet ein spezielles Segment des Tourismus. Das Reiseziel ist in erster Linie von den vorhandenen Wildarten abhängig, insbesondere Europa, Afrika und Zentralasien sind dabei beliebte Destinationen. Die meisten Jagdtouristen stammen aus Europa und Nordamerika. An einigen der stärker frequentierten Reiseziele richten Grundeigentümer ihre Flächen gezielt auf Jagdtouristen aus, so beispielsweise mit den sporting estates in Schottland oder den hunting lodges, game conservancies und Jagdfarmen in Südafrika und Namibia.
Jagdtourismus in Form von Trophäenjagden im Ausland gilt als hoch polarisierendes Thema, vor allem wenn die charismatische Megafauna Afrikas betroffen ist. Die Vorstellung, dass Trophäenjagden im Ausland unter gewissen Umständen eine nachhaltige Landnutzung darstellen und zum Erhalt von Schutzgebieten sowie der darin heimischen Arten dienen können, trifft vielfach auf Unverständnis. Umgekehrt stößt in den betroffenen Ländern, die oftmals bereits einen hohen Anteil ihrer Landesfläche unter Schutz gestellt haben, ein noch weitergehender Nutzungsverzicht durch die Ausweisung neuer Schutzgebiete häufig auf entschiedene Ablehnung bei der einheimischen Bevölkerung.

## Länderstatistiken
In manchen der gelisteten Länder braucht nicht jede Art der Jagdausübung bzw. jeder Jäger grundsätzlich eine staatliche Lizenz oder die geltenden Regelungen werden ignoriert (Wilderei), daher handelt es sich bei den Datensätzen zur Zahl der Jäger teilweise um Hochrechnungen basierend auf repräsentativen Umfragen, so etwa im Fall von Kanada und den Vereinigten Staaten.

### Tabelle
| Staat                  | Jäger      | Einwohner in Mio. | Anteil der Jäger an der Gesamtbevölkerung in % | Verhältnis Jäger/Einwohner | Fläche in km² | Jäger pro km² Landesfläche |
| ---------------------- | ---------- | ----------------- | ---------------------------------------------- | -------------------------- | ------------- | -------------------------- |
| Kanada                 | 2.482.678  | 34,7              | 7,15                                           | 1:14                       | 9.984.670     | 0,25                       |
| Finnland               | 308.000    | 5,2               | 5,92                                           | 1:17                       | 338.448       | 0,91                       |
| Zypern                 | 45.000     | 0,8               | 5,63                                           | 1:18                       | 5.896         | 7,63                       |
| Norwegen               | 190.000    | 4,7               | 4,04                                           | 1:25                       | 385.207       | 0,49                       |
| Malta                  | 15.000     | 0,4               | 3,75                                           | 1:27                       | 316           | 47,47                      |
| Vereinigte Staaten     | 11.453.000 | 323,1             | 3,54                                           | 1:28                       | 9.826.675     | 1,17                       |
| Schweden               | 290.000    | 9,0               | 3,22                                           | 1:31                       | 447.435       | 0,65                       |
| Dänemark               | 165.000    | 5,5               | 3,00                                           | 1:33                       | 42.921        | 3,84                       |
| Irland                 | 104.000    | 4,2               | 2,48                                           | 1:46                       | 70.273        | 1,48                       |
| Griechenland           | 235.000    | 10,7              | 2,20                                           | 1:46                       | 131.957       | 1,78                       |
| Spanien                | 980.000    | 45,0              | 2,18                                           | 1:46                       | 505.970       | 1,94                       |
| Portugal               | 230.000    | 10,7              | 2,15                                           | 1:47                       | 92.212        | 2,49                       |
| Frankreich             | 1.331.000  | 64,1              | 2,08                                           | 1:48                       | 543.965       | 2,45                       |
| Russland               | 2.800.000  | 143,2             | 1,96                                           | 1:51                       | 17.125.200    | 0,16                       |
| Bulgarien              | 110.000    | 7,7               | 1,43                                           | 1:70                       | 110.994       | 0,99                       |
| Österreich             | 118.000    | 8,3               | 1,42                                           | 1:70                       | 83.879        | 1,41                       |
| Vereinigtes Königreich | 800.000    | 61,1              | 1,31                                           | 1:76                       | 242.495       | 3,30                       |
| Italien                | 750.000    | 58,1              | 1,29                                           | 1:77                       | 301.338       | 2,49                       |
| Estland                | 16.600     | 1,3               | 1,28                                           | 1:78                       | 45.339        | 0,37                       |
| Kroatien               | 55.000     | 4,5               | 1,22                                           | 1:82                       | 56.594        | 0,97                       |
| Slowenien              | 22.000     | 2,0               | 1,10                                           | 1:91                       | 20.273        | 1,09                       |
| Lettland               | 25.000     | 2,3               | 1,09                                           | 1:92                       | 64.589        | 0,39                       |
| Tschechien             | 110.000    | 10,2              | 1,08                                           | 1:93                       | 78.866        | 1,39                       |
| Slowakei               | 55.000     | 5,4               | 1,02                                           | 1:98                       | 49.034        | 1,12                       |
| Litauen                | 32.000     | 3,6               | 0,89                                           | 1:113                      | 65.300        | 0,49                       |
| Ungarn                 | 55.000     | 9,9               | 0,56                                           | 1:180                      | 93.036        | 0,59                       |
| Deutschland            | 351.000    | 82,5              | 0,43                                           | 1:235                      | 357.578       | 0,98                       |
| Luxemburg              | 2.000      | 0,5               | 0,40                                           | 1:250                      | 2.586         | 0,77                       |
| Schweiz                | 30.000     | 7,6               | 0,39                                           | 1:253                      | 41.285        | 0,73                       |
| Polen                  | 106.000    | 38,5              | 0,28                                           | 1:363                      | 312.696       | 0,34                       |
| Rumänien               | 60.000     | 22,2              | 0,27                                           | 1:370                      | 238.391       | 0,25                       |
| Belgien                | 23.000     | 10,4              | 0,22                                           | 1:452                      | 30.688        | 0,75                       |
| Niederlande            | 28.170     | 16,7              | 0,17                                           | 1:593                      | 41.543        | 0,68                       |

## Jagdliteratur
Jagdliteratur sind handgeschriebene und gedruckte Schriften aller Art mit Bezug zur Jagd. Schon bei Tacitus und im Mittelalter finden sich Beschreibungen zur Jagd. Im deutschen Sprachraum wurden bis 1850 etwa 1200 spezielle Jagdbücher publiziert. Heute gibt es neben geschichtlichen Bearbeitungen, Wörterbüchern und Fachliteratur ein weites Feld unterschiedlicher Darstellungen in der Belletristik. Z. B. schildern Lew Nikolajewitsch Tolstoi, in Krieg und Frieden, und Hermann Hesse, in Der Wolf, winterliche Wolfsjagden, Ernst Jünger beschreibt eine Eberjagd.

## Rezeption in den Künsten

### Malerei
Das Thema Jagd beschäftigt kreative Menschen spätestens seit den ersten Höhlenmalereien vor rund 44.000 Jahren. In der europäischen Malerei waren üppige Gemälde mit Jagdszenen Prestige- und Repräsentationsobjekte von Adeligen und wohlhabenden Bürgern. Oft wurden sie mit mythologischen Inhalten verknüpft (z. B. die jagende Göttin Diana). Die Grenze des Genres der Jagdmalerei zu dem der reinen Tiermalerei (z. B. von Jagdhunden) ist fließend. Bei beiden gibt es einen hohen Prozentsatz an Auftragsmalerei.
Aus der Fülle der Künstler, die sich dieses Themas mit unterschiedlichen Absichten und Fähigkeiten annahmen, seien folgende erwähnt: Peter Paul Rubens (phantasievolle mythologische und exotische Jagdszenen), Frans Snyders, Jan Fyt (Auftragsrealismus), Jean Siméon Chardin (in sich ruhende Stillleben mit erlegtem Wild), Eugène Delacroix (orientalische Jagdszenen), Emil Hünten (Parforce-Jagd), Manfred Schatz (Wild und Jagdhunde in der Natur), Carl Otto Fey (Wild in der Natur). Große Jagdmaler des 20. Jahrhunderts sind Bruno Liljefors und Dimitrij von Prokofieff; 1937 erhielten sie in Berlin die Gold- und Silbermedaille der Internationalen Jagdausstellung.

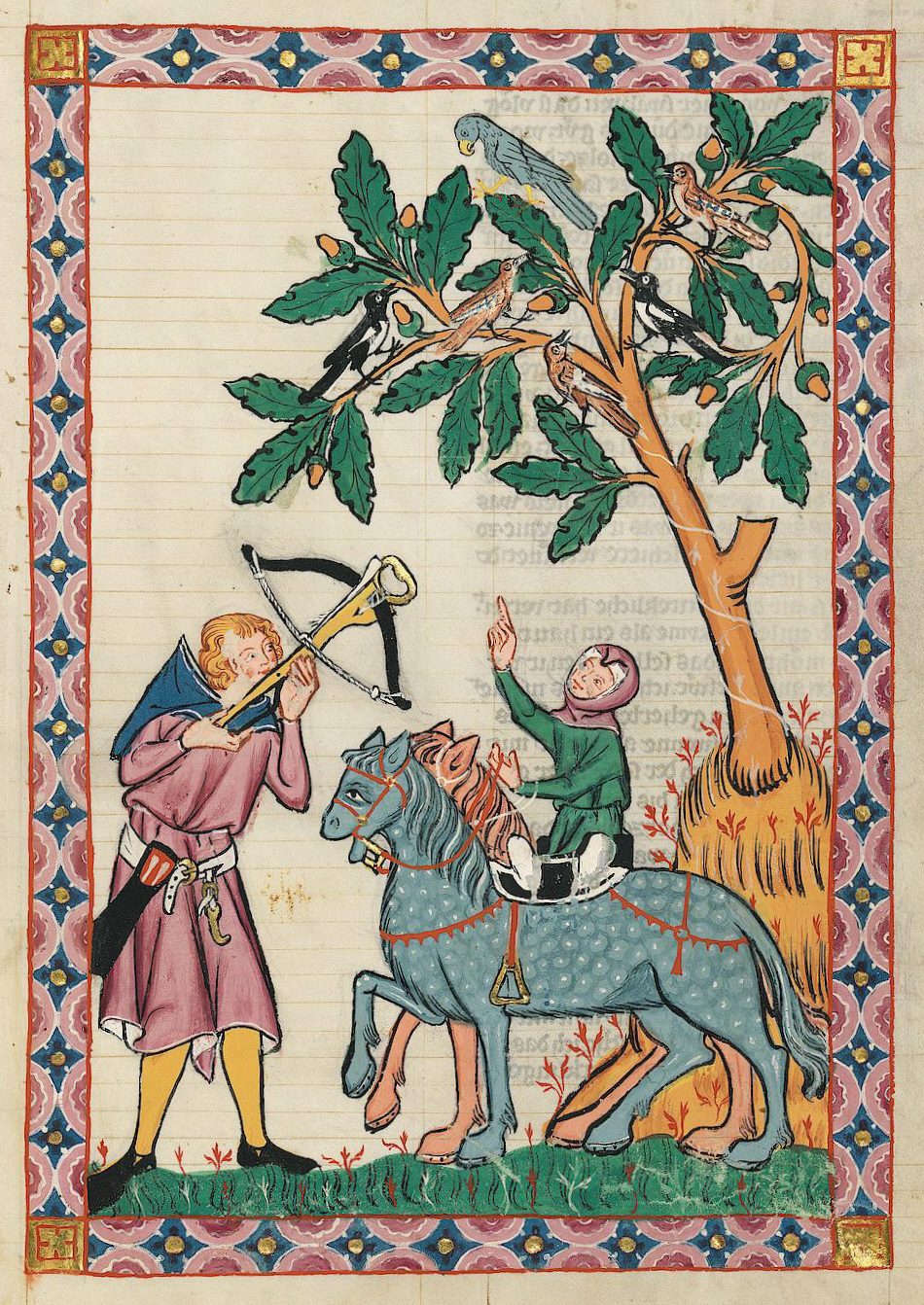
Codex Manesse, Cod. Pal. germ. 848, fol. 396r: Kol von Nüssen (1305–1340)
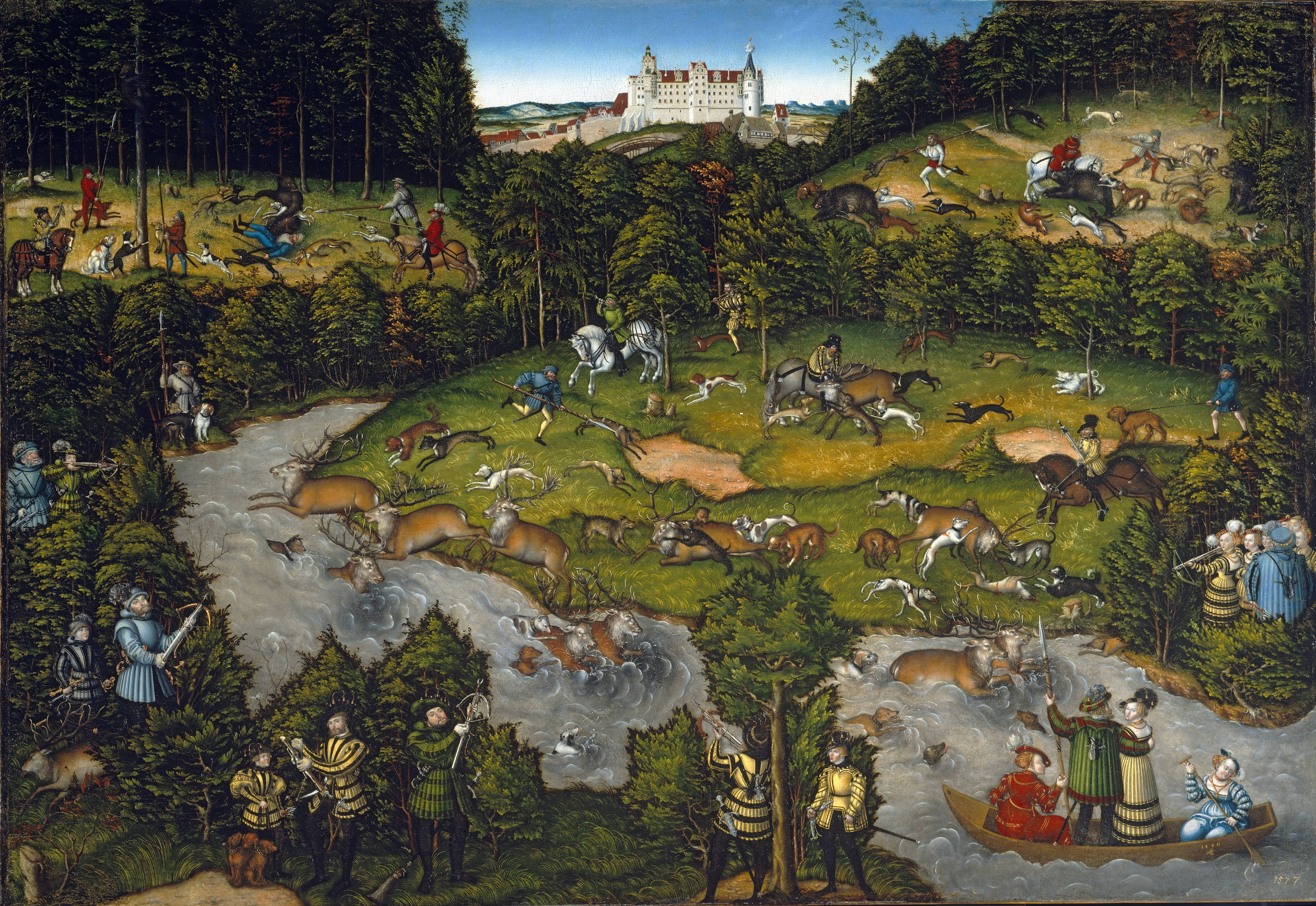
Jagd nahe Schloss Hartenfels, Lucas Cranach der Ältere (1540)
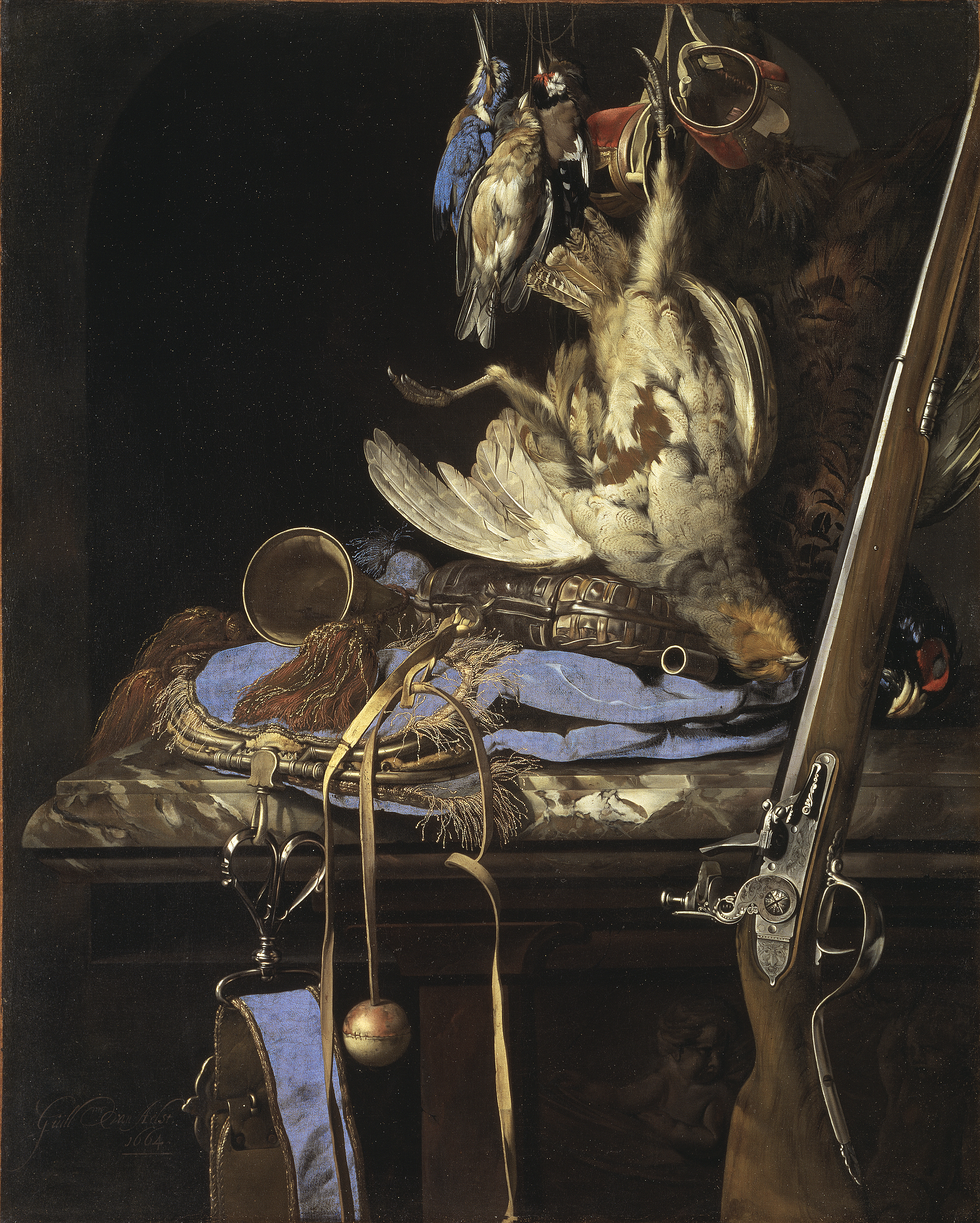
Stillleben mit erlegtem Wild und Jagdwaffen, Willem van Aelst (1664)

### Bildhauerei
Das Motiv der Jagd in der Kunst hat von Anbeginn zahlreiche Bildhauer zu schöpferischen Werken inspiriert. In der römischen Antike wurde die Göttin Diana häufig in Plastiken und Skulpturen verewigt. Auch Künstler des 19. oder 20. Jahrhunderts haben Werke zum Thema Jagd mit klassischen oder zeitgenössischen Motiven geschaffen, mit Materialien wie Bronze (Augustus Saint-Gaudens) oder Kupfer (Klaus Rudolf Werhand).

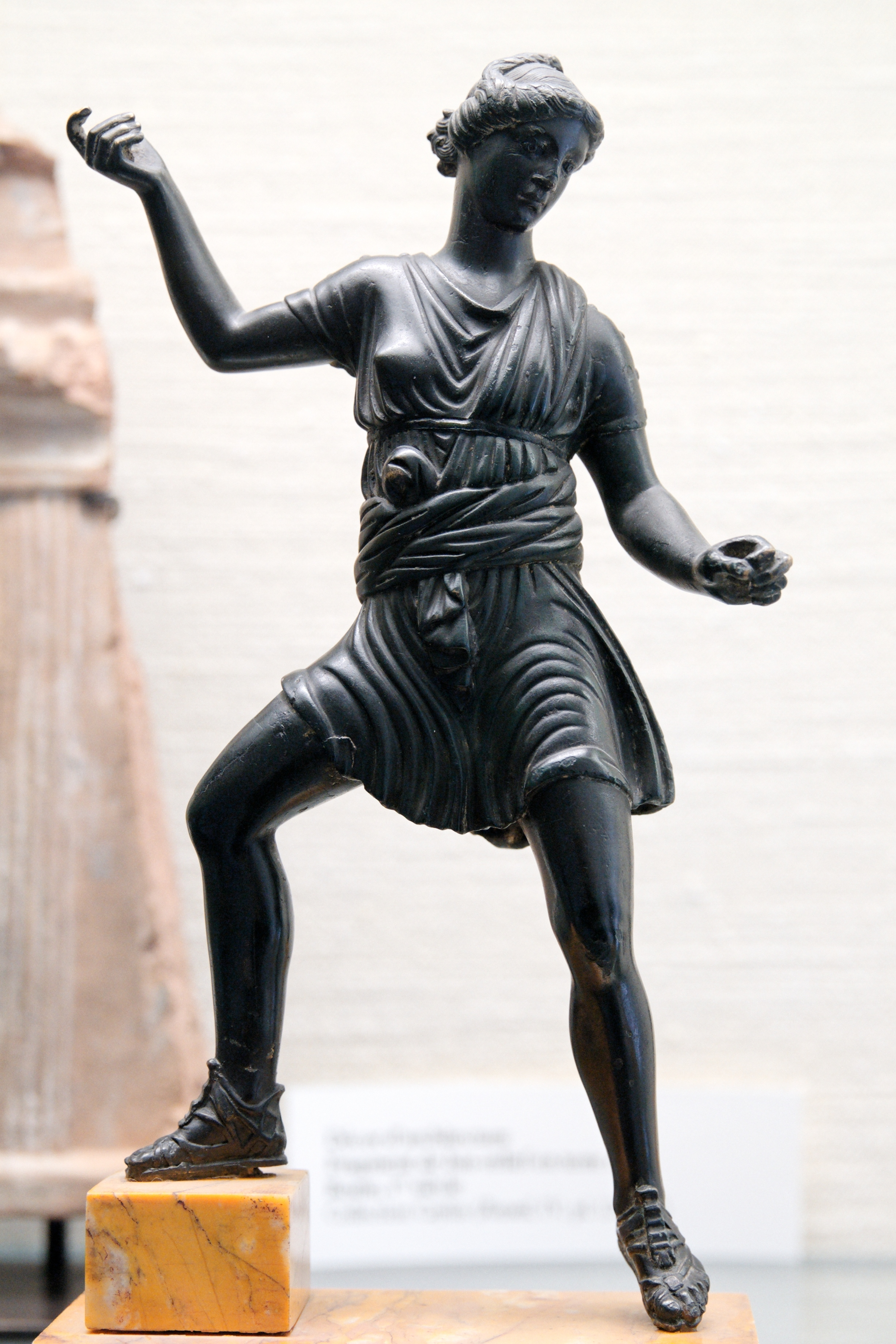
Gallo-römische Bronzestatuette der Göttin Diana (1. Jahrhundert)
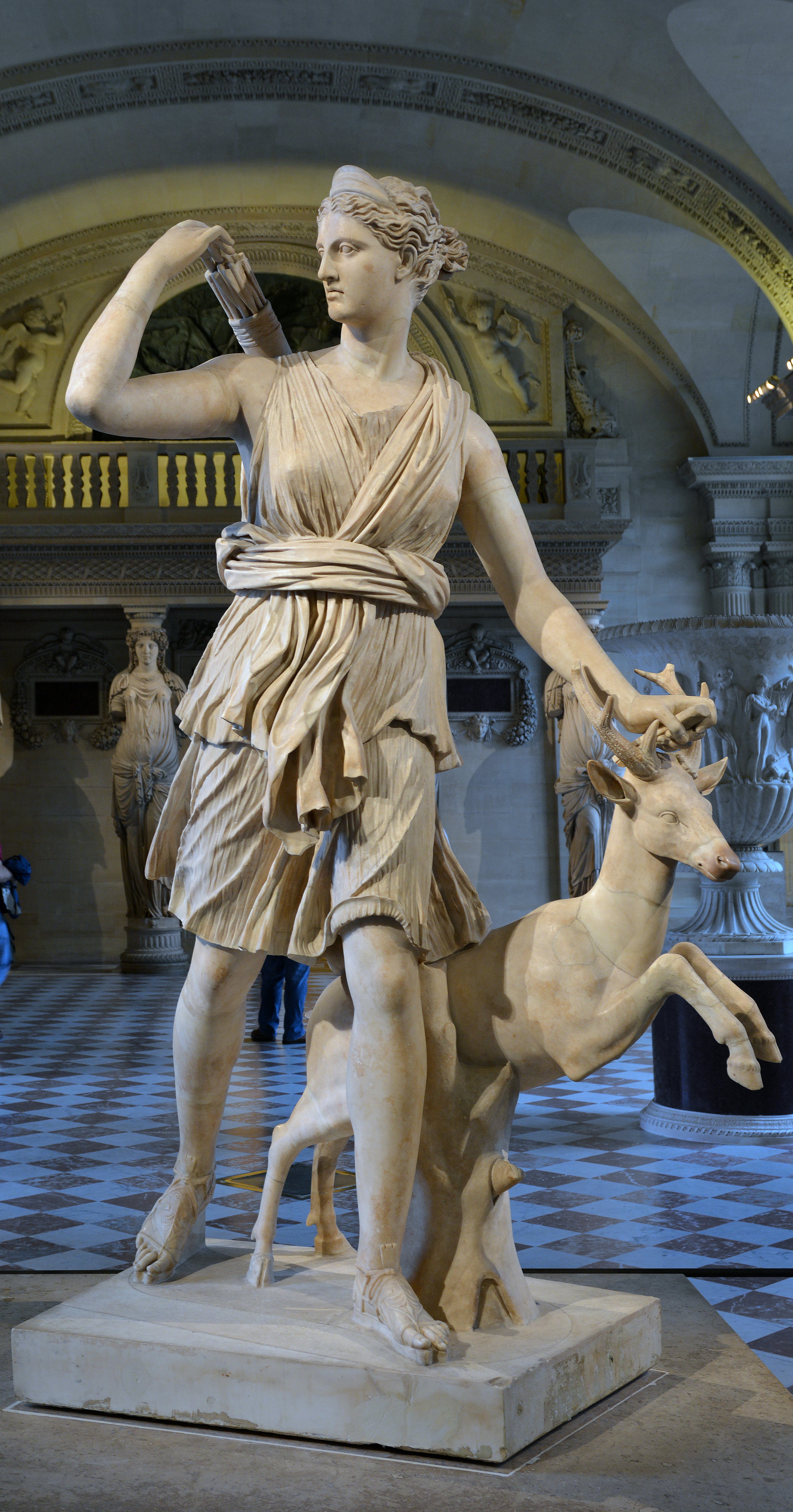
Die Diana von Versailles, römische Skulptur in griechischer Tradition (2. Jahrhundert), Louvre, Paris
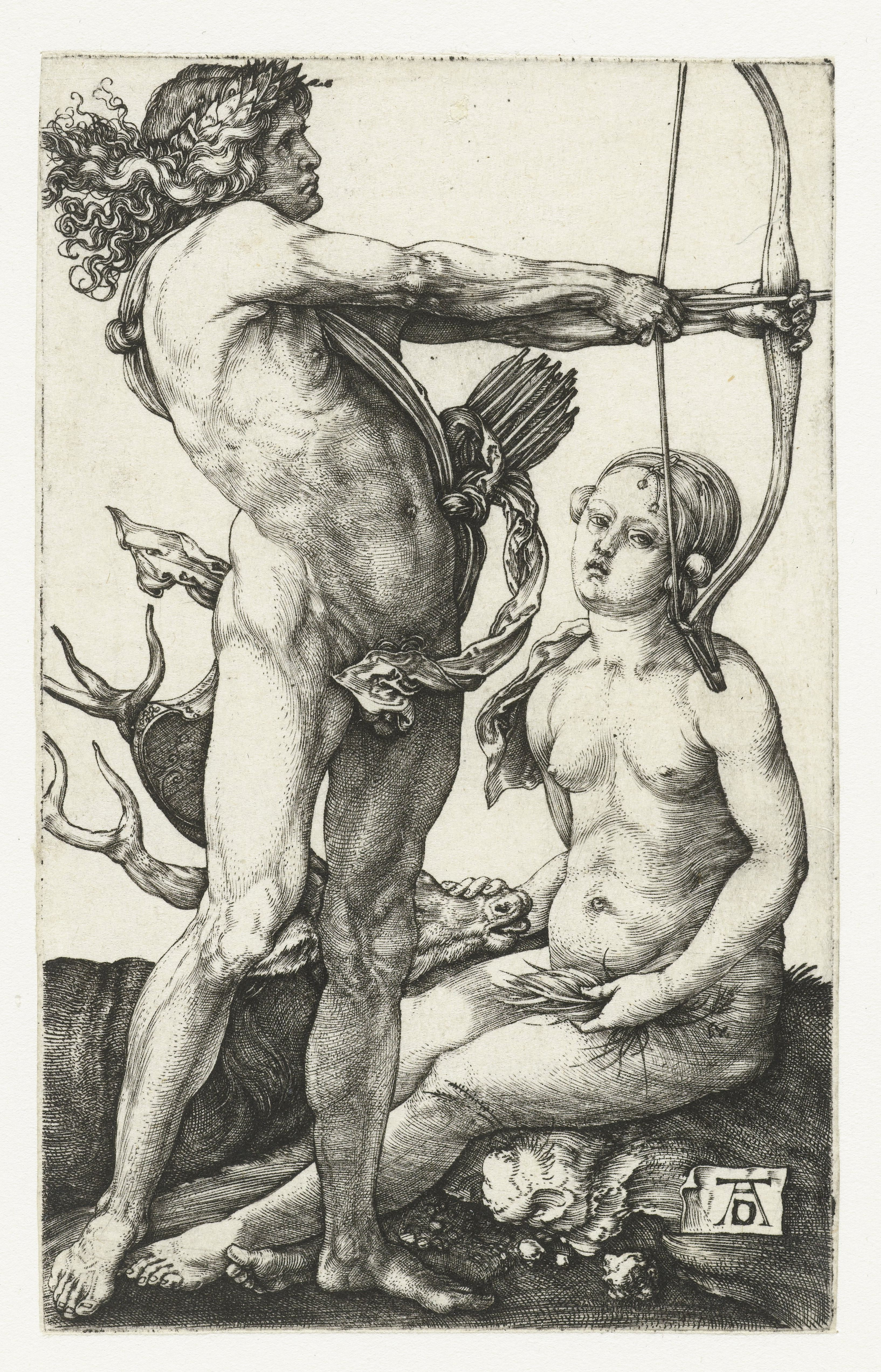
Apollo und Diana, Kupferstich von Albrecht Dürer (1502)
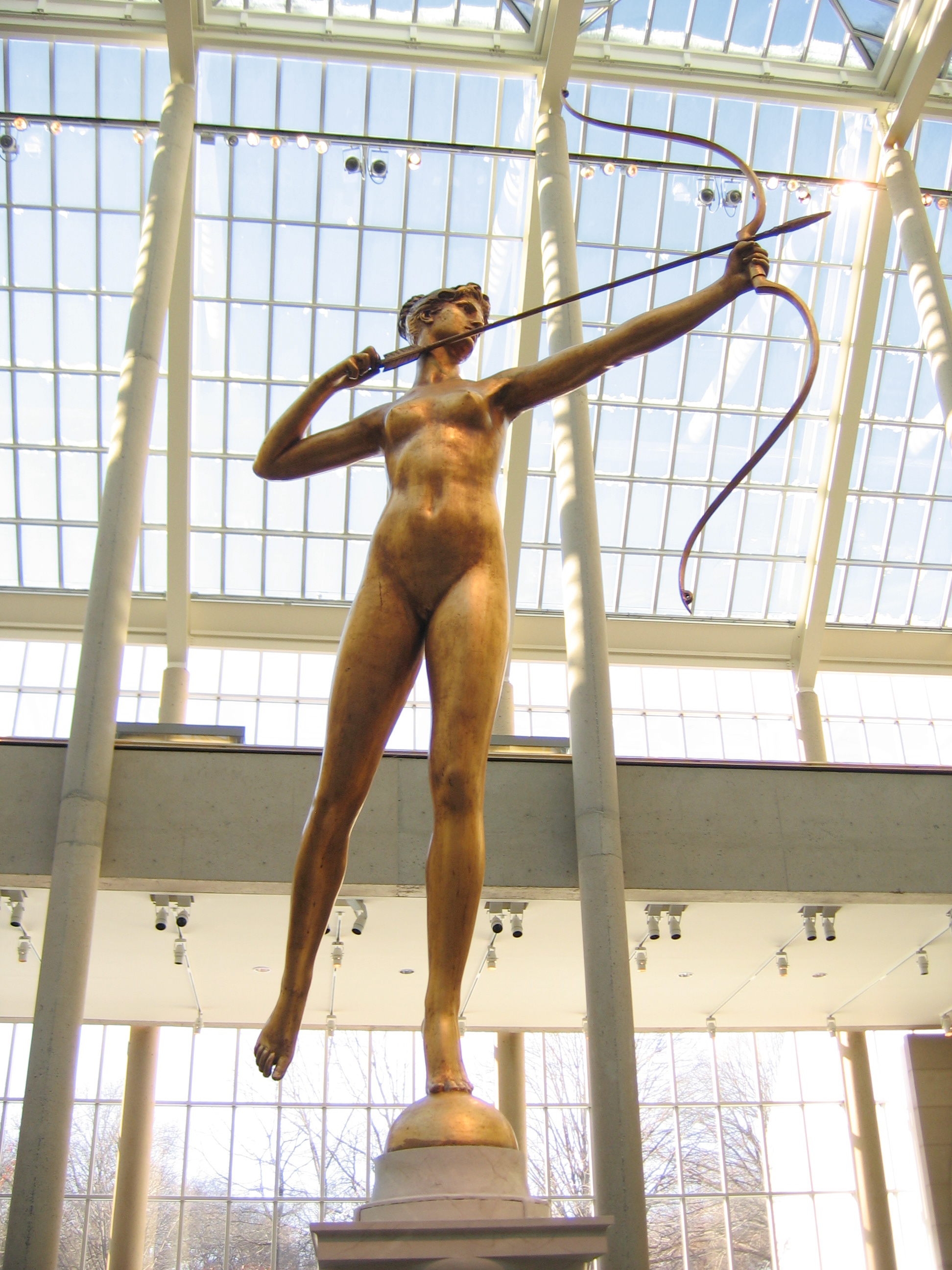
Diana, Bronzeguss von Augustus Saint-Gaudens (1892–1893), Metropolitan Museum of Art, New York

### Musik
Zahlreiche Lieder und Musikstücke beschäftigen sich mit der Jagd. Berühmt ist z. B. Carl Maria von Webers Oper Der Freischütz, dessen Jägerchor „Was gleicht wohl auf Erden“ die Freuden der Jagd besingt und auch für sich genommen volkstümliche Bekanntheit erlangte. Fließende Übergänge gerade in der Musikliteratur gibt es von Jagd- zu Kriegsliedern, und auch viele reine Jagdlieder wurden erst durch das Militär populär (z. B. das u. g. Im Wald und auf der Heide). Von den vielen Liedern, die für die Jagd komponiert und gedichtet wurden, seien einige wenige herausgegriffen, die auch im allgemeinen Gebrauch außerhalb des eigentlichen Sujets bekannt geworden sind:
- Lob der grünen Farbe („Holdes Grün, wie lieb' ich dich“; Verfasser: Ludwig von Wildungen 1797); das Lied wurde zur Hymne mehrerer Sportvereine abgewandelt, u. a. der des FC Schalke 04 („Blau und weiß, wie lieb' ich dich“).
- Mit dem Pfeil, dem Bogen (Verfasser: Friedrich von Schiller 1803, aus „Wilhelm Tell“; Komponist: Anselm Weber 1804)
- Im Wald und auf der Heide (Verfasser: Wilhelm Bornemann 1816; Komponist: F. L. Gehricke 1827 nach einem alten Volkslied)
- Heia Safari („Wie oft sind wir geschritten“; Verfasser: Hans Anton Aschenborn 1921; Komponist: Robert Götz) über Großwildjagd in Afrika

## Kritik

### Natur- und Umweltschutz
Von einigen Natur- und Umweltschützern, aber auch manchen Jägern selbst, wird verschiedentlich eine stärkere Ausrichtung der Jagdausübung an Prinzipien der Nachhaltigkeit und Erkenntnissen der Ökologie gefordert. In der Kritik steht dabei u. a. die Überjagung bestimmter Arten (z. B. das durch intensive Jagd für den lokalen Fleischbedarf und Handel verursachte, sog. „empty forest syndrome“ in tropischen Regenwäldern), aber auch die durch Hege-Maßnahmen wie Wildfütterung und Abschuss von als Konkurrenz wahrgenommenen Prädatoren unterstützte, einseitige Förderung von jagdlich interessanten Wildarten, deren zahlenmäßige Zunahme Rückwirkungen auf ihr Ökosystem hat (siehe Populationsdynamik).

### Wald-Wild-Konflikt

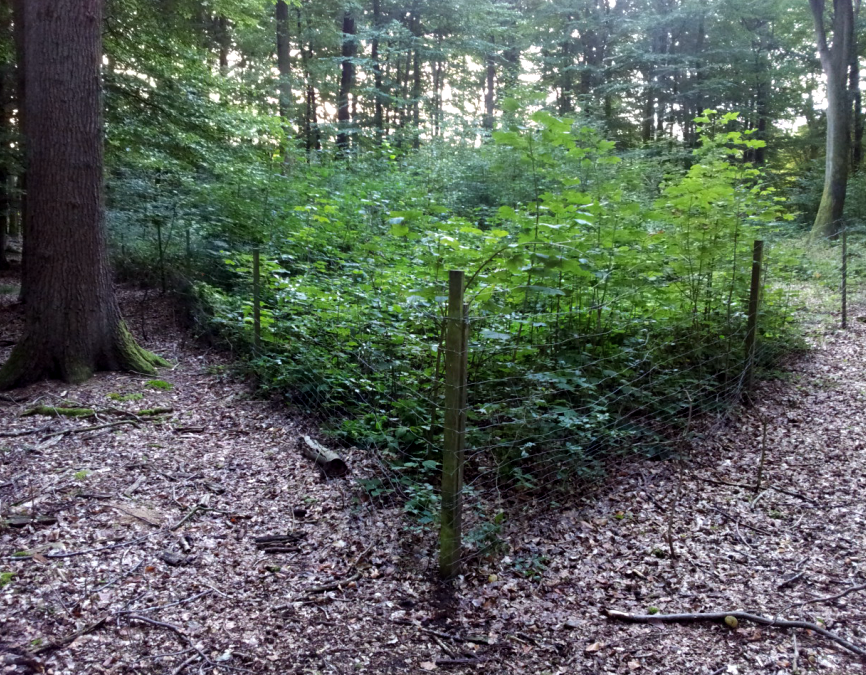
Weiserfläche zur Beurteilung des Wildeinflusses auf die Naturverjüngung – man beachte das Fehlen jeglicher Vegetation außerhalb des Zaunes

Zu hohe Wilddichten von Pflanzenfressern, insbesondere von Schalenwild, können durch Verbiss eine aus ökologischen und wirtschaftlichen Gesichtspunkten angestrebte natürliche Verjüngung des Waldes erschweren oder verhindern. Durch die Bevorzugung bestimmter Baumarten kann selektiver Verbiss zu einem Mischwald gehörende Baumarten aus dem Bestand verdrängen und so die Baumartendiversität verringern. Auch gepflanzte Forstkulturen, die nicht durch Einzelbaumschutz oder Zäunung gesichert sind, sind betroffen. Schälschäden können ältere Waldbestände, die dem Verbiss bereits entwachsen sind, über Jahrzehnte hinweg gefährden sowie im Schadensfall destabilisieren und ökonomisch entwerten.
Dieser sogenannte Wald-Wild-Konflikt – zur Verdeutlichung des Zielkonflikts und der Akteure auch als Forst-Jagd- bzw. Waldbesitzer-Jäger-Konflikt bezeichnet – wird von Waldbesitzern, Forstleuten und Naturschutzverbänden im Hinblick auf einen angestrebten Waldumbau hin zu klimastabilen Mischwäldern immer noch als bedeutendes Problem betrachtet. Strittig ist dabei immer wieder die Vorrangstellung des Waldes. Gesetzlich und juristisch ist dies allerdings geklärt. Die letzte Neufassung des Bundesjagdgesetzes legte 1976 fest, dass „die Belange einer ordnungsgemäßen land-, forst- und fischereiwirtschaftlichen Nutzung den Vorrang vor der zahlenmäßigen Hege der den Waldaufbau schädigenden Wildarten“ „genießen“. Der Bundesgerichtshof bestätigte das in einem Urteil aus 1984. Die Vorrangstellung des Waldes sei wegen seiner „überragenden Bedeutung ... für das Klima, den Wasserhaushalt, die Sauerstoffproduktion, die Nährstoffspeicherung und die biologische Vielfalt“ zwingend geboten. Ein erster Entwurf zur Reform des Bundesjagdgesetzes aus dem Jahr 2021 sieht eine noch deutlichere Priorisierung des Waldes vor. Die Verjüngung des Waldes soll zukünftig „im Wesentlichen ohne Schutzmaßnahmen“ möglich sein. Nur dadurch lasse sich eine „dem Klimawandel angepasste Waldbewirtschaftung in der Fläche“ umsetzen. Der Bundesrat wollte sogar noch die Wörter „im Wesentlichen“ streichen.
Zur Beurteilung des Einflusses des Wildes (in Mitteleuropa vor allem Reh, zum Teil aber auch Rot-, Dam- und Sikahirsch sowie Gämse und Mufflon) auf die Naturverjüngung des Waldes werden regelmäßig gezäunte Weiserflächen genutzt, die durch einen direkten Vergleich mit dem nicht gezäunten Bereich außerhalb eine Einschätzung des lokalen Wildeinflusses ermöglichen. Diese Form der indirekten Anzeige der örtlichen Wilddichte dient in der Folge einer entsprechenden Anpassung der Jagd.
Auch durch Vegetationsgutachten, die mit statistisch abgesicherten Methoden erstellt werden, kann der Einfluss des Schalenwildes zuverlässig beurteilt werden. Das ist in vielen deutschen Bundesländern, zum Beispiel Bayern und Rheinland-Pfalz, Österreich und der Schweiz der Fall. Die Ergebnisse der Vegetationsgutachten sind dann bei der Abschussplanung zwingend zu berücksichtigen.

### Geschossmaterial

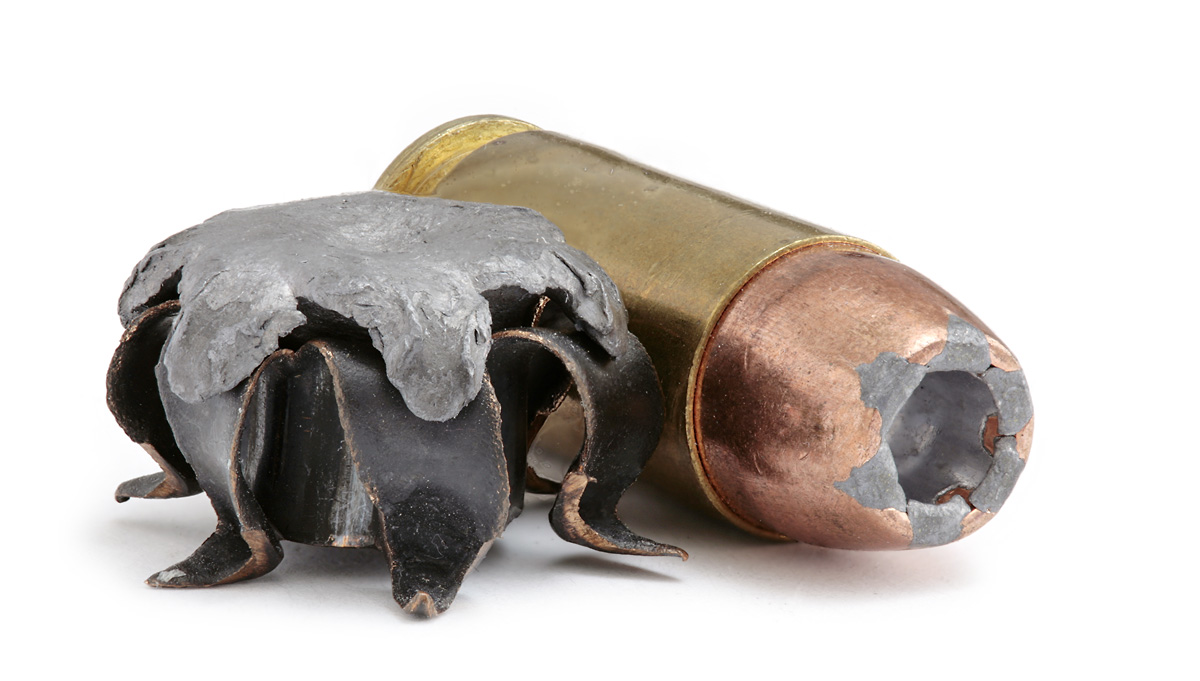
Rechts: Patrone Kaliber .40 S&W mit Hohlspitzgeschoss, links: nach Aufprall im Ziel aufgepilztes Geschoss desselben Kalibers mit offenliegendem Bleikern

Blei und andere Metalle, die bei der Munitionsproduktion in einigen Projektil-Typen als Geschossmaterial Verwendung finden, können unter gewissen Umständen eine ökotoxische Wirkung aufweisen. Geschosse oder deren Fragmente können in Boden und Wasser sowie in die Nahrungskette von Wildtieren gelangen, wovon vor allem Wasservögel (z. B. Enten) und einige Beutegreifer (z. B. Seeadler) betroffen sein können, die verluderte Tiere oder Aufbruch fressen.
Insbesondere die Verwendung von Munition mit Blei wird aus Gründen des Umweltschutzes (siehe Bleibelastung der Umwelt) und gesundheitlichen Gründen (siehe Bleivergiftung) kritisiert, da im Gegensatz zu anderen Materialien bei Blei keine Wirkschwelle benannt werden kann, unterhalb derer die Aufnahme von Blei gesundheitlich unbedenklich ist. Mehrere Jurisdiktionen in Europa und Nordamerika haben daher den Einsatz von Bleimunition – zugunsten von weniger toxischer bzw. bleifreier Munition – eingeschränkt oder verboten. Das Bundesinstitut für Risikobewertung kommt in seinen Studien zu dem Schluss, dass bei Normalverzehrern die zusätzliche Aufnahme über belastetes Wildbret verglichen mit der Gesamtaufnahme von Blei über andere Lebensmittelgruppen toxikologisch unbedeutend und ein gesundheitliches Risiko unwahrscheinlich ist.

### Jagdunfälle
Ein Kritikpunkt an der Jagd sind in Zusammenhang mit der Jagdausübung stehende Unfälle, insbesondere solche, bei denen es zu Personenschäden durch Schusswaffen kommt. Die häufigsten Unfallursachen sind unsachgemäßer Umgang mit der Schusswaffe, das Übersehen des Opfers bzw. das Schießen auf ein nicht sicher identifiziertes Ziel, sowie Querschläger.

### Tierschutz
Bestimmte Jagdpraktiken und teilweise auch die Jagd ganz generell werden unter Verweis auf den Tierschutz kritisiert. Ein prominentes Beispiel für eine gesellschaftliche Diskussion, in der Kritiker vor allem auf den Tierschutz verweisen, ist die Parforce- bzw. Hetzjagd auf den Fuchs zu Pferd und mit Hundemeute, die in Großbritannien bis zu ihrem Verbot im Jahr 2004 eine lange Tradition hatte. Auch der in diversen Jagdgesetzen erlaubte oder geforderte Abschuss von wildernden Katzen und Hunden zum Schutz des Wildes stößt immer wieder auf Kritik. Bei der Beurteilung des Abschusses von streunenden Katzen steht dabei insbesondere deren negative Wirkung auf die Vogelwelt im Zentrum der Diskussion.

### Tierrechte

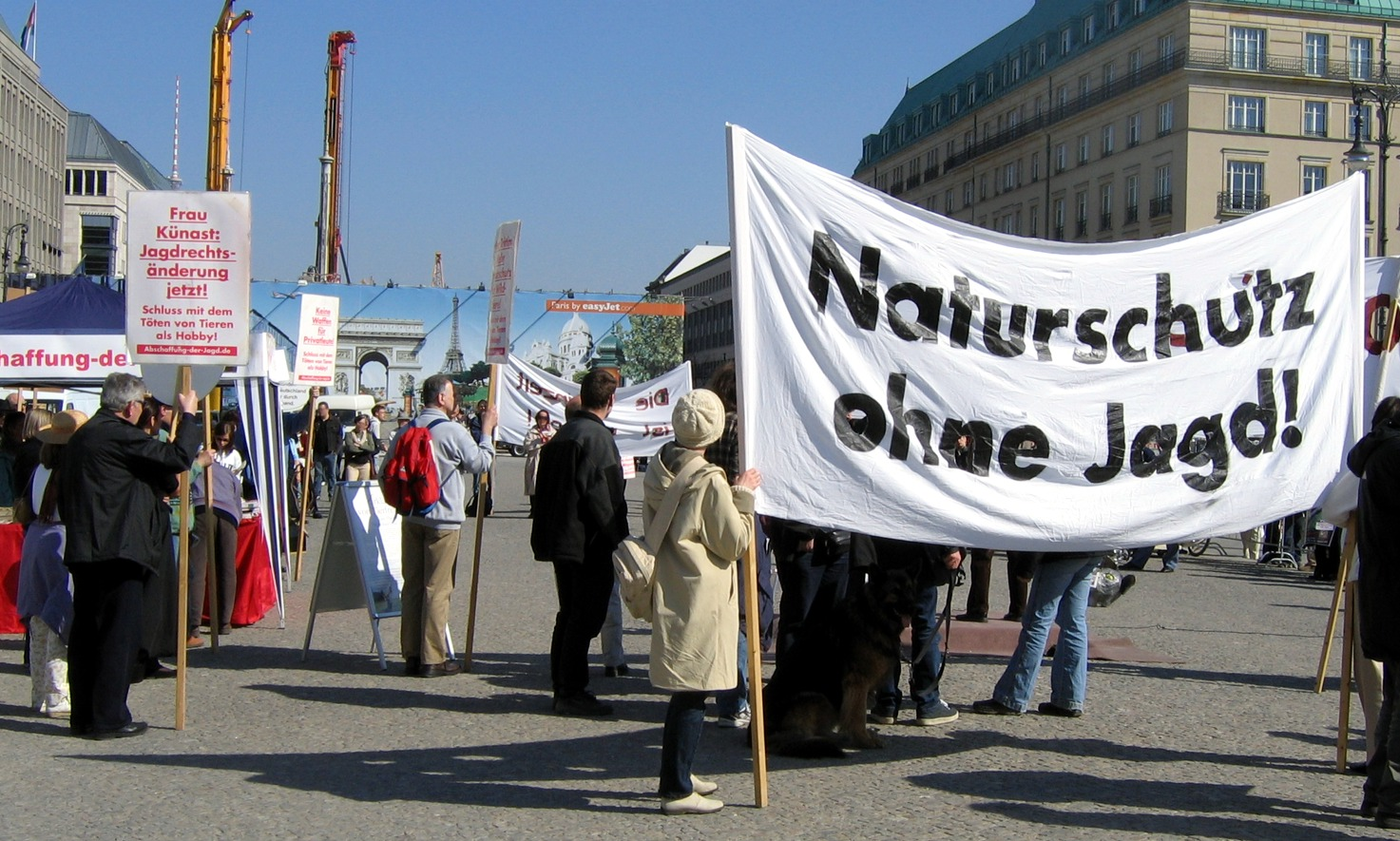
Demonstration gegen die Jagd, Pariser Platz in Berlin

Es gibt Tierrechtler, die die Jagd grundsätzlich ablehnen, da sie bestimmten Tieren auf Grund von deren Leidensfähigkeit (siehe auch Pathozentrismus) gewisse Rechte ähnlich den Menschenrechten (Recht auf Leben, körperliche Unversehrtheit) zuschreiben und daher eine Gleichbehandlung von Mensch und Tier ohne ein speziesistisches Ausschließen bestimmter Arten fordern. Aus diesem Grund sehen radikale Teile der Tierrechtsbewegung Akte der Jagdstörung und Jagdsabotage als gerechtfertigt an.

### Wissenschaftliche Literatur
- Richard B. Lee, Richard Daly: Cambridge Encyclopedia of Hunters and Gatherers. Cambridge University Press, Cambridge, UK 1999, ISBN 978-0-521-60919-7.
- Christian Ammer, Torsten Vor, Thomas Knoke, Stefan Wagner: Der Wald-Wild-Konflikt. Analyse und Lösungsansätze vor dem Hintergrund rechtlicher, ökologischer und ökonomischer Zusammenhänge (= Göttinger Forstwissenschaften.Band 5). Göttinger Universitätsverlag, Göttingen 2010, ISBN 978-3-941875-84-5, Volltext online (PDF).
- Klaus Friedrich Maylein: Die Jagd. Funktion und Raum. Ursachen, Prozesse und Wirkungen funktionalen Wandels der Jagd. Dissertation, Universität Konstanz, 2005, Volltext online (PDF). Verlegt als: Die Jagd – Bedeutung und Ziele. Von den Treibjagden der Steinzeit bis ins 21. Jahrhundert. Wissenschaftliche Beiträge aus dem Tectum-Verlag, Reihe Sozialwissenschaften, Band 28. Tectum-Verlag, Marburg 2010, ISBN 978-3-8288-2182-8, Inhaltsverzeichnis online (PDF).
- Katrin Josephine Wagner: Die Sprache der Jäger – Ein Vergleich der Weidmannssprache im deutsch- und englischsprachigen Raum (= Forum für Fachsprachen-Forschung. Band 143). Frank & Timme, Berlin 2018, ISBN 978-3-7329-0455-6, (eingeschränkte Vorschau in der Google-Buchsuche).
- Marco Apollonio, Reidar Andersen, Rory Putman (Hrsg.): European ungulates and their management in the 21st century. Cambridge University Press, 2010, ISBN 978-0-521-76061-4.
- Peet van der Merwe, Lindie du Plessis: Game farming and hunting tourism. 1. Auflage. African Sun Media, 2014, ISBN 978-0-9922359-1-8.
- IUCN SSC (Hrsg.): IUCN SSC Guiding Principles on Trophy Hunting as a Tool for Creating Conservation Incentives. 2012, online (PDF).
- IUCN SULi (Hrsg.): Informing decisions on trophy hunting – A Briefing Paper for European Union Decision-makers regarding potential plans for restriction of imports of hunting trophies. 2016, online (PDF).
- Johannes Dietlein, Judith Froese (Hrsg.): Jagdliches Eigentum (= Bibliothek des Eigentum. Nr. 17). Springer, 2018, ISBN 978-3-662-54771-7, ISSN 1613-8686.
- Barney Dickson, Jonathan Hutton, William A. Adams (Hrsg.): Recreational Hunting, Conservation and Rural Livelihoods: Science and Practice (= Conservation Science and Practice). Wiley-Blackwell, 2009, ISBN 978-1-4443-0318-6.
- Brent Lovelock (Hrsg.): Tourism and the consumption of wildlife: hunting, shooting and sport fishing. Routledge, London 2007, ISBN 978-0-203-93432-6.
- Rory Putman, Marco Apollonio, Reidar Andersen (Hrsg.): Ungulate Management in Europe: Problems and Practices. Cambridge University Press, 2011, ISBN 978-0-521-76059-1.
- Bundesamt für Umwelt (BAFU) (Hrsg.): Wald und Wild – Grundlagen für die Praxis. Wissenschaftliche und methodische Grundlagen zum integralen Management von Reh, Gämse, Rothirsch und ihrem Lebensraum. Umwelt-Wissen Nr. 1013. Bern 2010. 232 S., Volltext online (PDF).
- Andreas Haug: Wildlife-Management und Forstwirtschaft unter besonderer Berücksichtigung der Randbedingungen und Möglichkeiten einer Optimierung jagdwirtschaftlicher Aspekte für Waldeigentümer. Tenea, 2004, ISBN 978-3-86504-042-8.

### Jagdlexika
- Julia Numßen: Handbuch Jägersprache. BLV, München 2017, ISBN 978-3-8354-1728-1.
- Gerhard Seilmeier (Hrsg.): Jagdlexikon. 7. Auflage, BLV, München 1996, ISBN 3-405-15131-7.
- Ilse Haseder, Gerhard Stinglwagner: Knaurs Großes Jagdlexikon. Weltbild, Augsburg 2000, ISBN 3-8289-1579-5.
- Riesenthals Jagdlexikon. Nachschlag- und Handbuch für Jäger und Jagdfreunde. Neumann, Neudamm 1916; Nachdruck: Weltbild, Augsburg 1999, ISBN 3-8289-4143-5, Volltext im Original online.

### Jagdgeschichtliche Literatur
- Ferdinand von Raesfeld: Das deutsche Waidwerk. Nachdruck der Erstausgabe von 1914. Parey, Hamburg 1996, ISBN 3-490-14412-0.
- Kurt Lindner: Deutsche Jagdtraktate des 15. und 16. Jahrhunderts. 2 Bände, Berlin 1959 (= Quellen und Studien zur Geschichte der Jagd, 5–6).
- Werner Rösener: Die Geschichte der Jagd. Kultur, Gesellschaft und Jagdwesen im Wandel der Zeit. Patmos, Düsseldorf; Artemis, Zürich 2004, ISBN 3-538-07179-9, (Rezension).
- Joachim Hamberger: Ein kurzer Abriss der Jagdgeschichte – Von Hirschen und Menschen…. In: LWF aktuell. Nr. 44, 2004, Volltext online (PDF).
- Sigrid Schwenk, Gunnar Tilander, Carl Arnold Willemsen (Hrsg.): Et multum et multa: Beiträge zur Literatur, Geschichte und Kultur der Jagd. Festschrift Kurt Lindner. Berlin und New York 1971.
- Kurt Lindner: Geschichte des Weidwerks. de Gruyter, Berlin und Leipzig.
  - Band I: Die Jagd in der Vorzeit, 1937.
  - Band II: Die Jagd im frühen Mittelalter, 1940.
- Alexander Krethlow: Hofjagd, Weidwerk, Wilderei. Kulturgeschichte der Jagd im 19. Jahrhundert. Schöningh, Paderborn 2015, ISBN 978-3-506-78258-8.
- Hubertus Hiller: Jäger und Jagd: zur Entwicklung des Jagdwesens in Deutschland zwischen 1848 und 1914. Waxmann Verlag, Münster 2003, ISBN 978-3-8309-1196-8.
- Kurt Müller, Hans-Jörg Blankenhorn: Jagd. In: Historisches Lexikon der Schweiz.  28. Januar 2008.
- Gerhard Immler: Jagd, Jagdwesen (Mittelalter). In: Historisches Lexikon Bayerns, 2017.
- Ulrich Wendt: Kultur und Jagd. Ein Birschgang durch die Geschichte. Verlag Georg Reimer, Berlin.
  - I. Band: "Das Mittelalter." Verlag Georg Reimer, Berlin 1907 (Digitalisat).
- II. Band: "Die neuere Zeit." Verlag Georg Reimer, Berlin 1908 (Digitalisat).
- Winfried Freitag: Wald, Waldnutzung. In: Historisches Lexikon Bayerns, 2012.

### Kochbücher
- Elisabeth Auersperg-Breunner (Hrsg.): Auf der Jagd. Brandstätter Verlag, Wien 2023, ISBN 978-3-7106-0684-7.